# Sumer

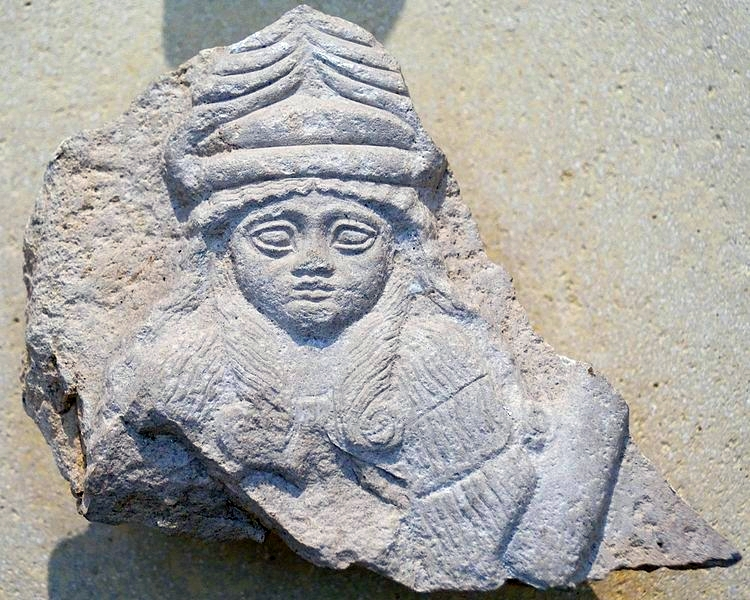
Bau, deessa sumèria.

Sumer (ki-en-gi en sumeri, šumer en accadi) va ser la regió del sud de l'antiga Mesopotàmia, entre la desembocadura dels rius Eufrates i Tigris. Els sumeris són la primera i més antiga civilització amb escriptura del món. La seva procedència és incerta, i hi ha moltes hipòtesis, però les teories més serioses proposen un origen autòcton amb influències externes, possiblement procedents de l'Iran o de l'oest de l'Índia de la cultura que va fundar la ciutat de Mohenjo-Daro.

## Història
La història de Sumer es divideix en cinc períodes successius que la cronologia mitjana ubica en les següents dates: 
- Període d'Uruk final (al voltant de 3400 - 3100 aC), molt innovador, que va establir els elements característics, al qual va seguir el curt període de Jemdet Nasr (c. 3100 - 2900 aC);
- període de les dinasties arcaiques (c.2900 - 2340 aC), caracteritzat per l'existència de moltes ciutats estat;
- Imperi accadi (c.2340 - 2190 aC), Akkad (poble de raça semita) conquereix Sumer;
- Renaixement sumeri, sota la tercera dinastia d'Ur (c.2112 - 2004 aC).

Les dates són molt aproximades i varien segons la cronologia, sigui la mitjana, que és la que més es fa servir, o la curta, que les endarrereix unes sis dècades.

### Protohistòria: Període d'Uruk
No van ser els primers pobladors de la zona, perquè durant el Neolític hi ha, al nord de Mesopotàmia, les cultures de Jarmo (6700 - 6500 aC), Hassuna (5800 - 5500 aC), i Samarra (5600 - 5000 aC) i al sud, l'Obeid (5000 - 3750 aC), Uruk (3750 - 3150 aC), i Jemdet Nasr (3150 - 2900 aC).
Se suposa que Uruk va ser el començament de la civilització sumèria. A Uruk (la bíblica Erek i actualment Warka) es van fer descobriments fonamentals per a la humanitat: apareix la roda cap al 3500 aC i l'escriptura el 3300 aC, que és la datació més antiga de taules d'argila amb escriptura cuneïforme trobades fins ara.
Aquests registres escrits confirmen que els sumeris no eren d'origen indoeuropeu ni semita. Ho demostra la seva llengua aglutinant, amb semblances sintàctiques i lèxiques amb el basc i el georgià.

### Període dinàstic arcaic

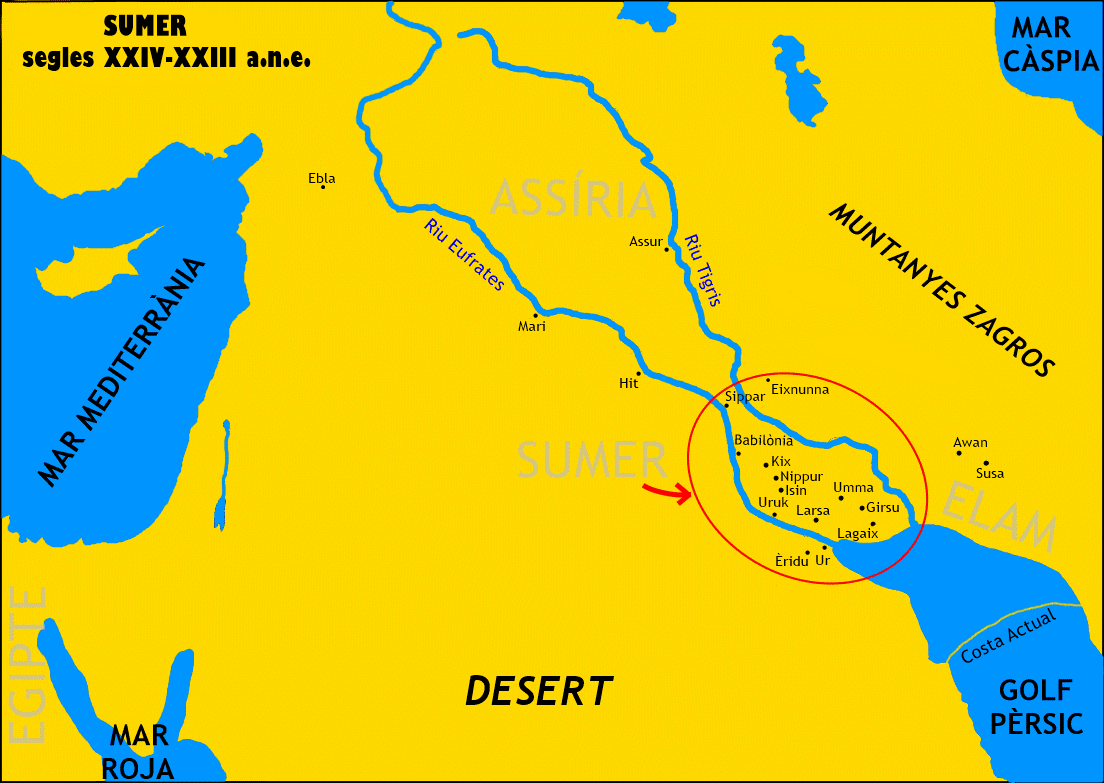
Situació de les principals ciutats sumèries i abast d'aquesta cultura al final del període dinàstic arcaic.

Aviat van aparèixer muralles a les ciutats, i això vol dir que sovint hi havia guerres entre elles. L'escriptura es va ampliar des del seu paper administratiu fins a les primeres inscripcions a les estàtues dels temples.
La història d'aquest període és poc coneguda, malgrat l'existència de les llistes reials sumèries, perquè gran part dels regnats que hi apareixen tenen dates impossibles. De fet, aquestes llistes es van fer a partir del segle XVII aC. probablement a causa del desig dels monarques de remuntar el seu llinatge fins a temps èpics. Alguns dels reis són probablement reals, però de molts altres no hi ha constància històrica. I no se'n parla d'uns altres que sabem que van existir.

### El domini accadi

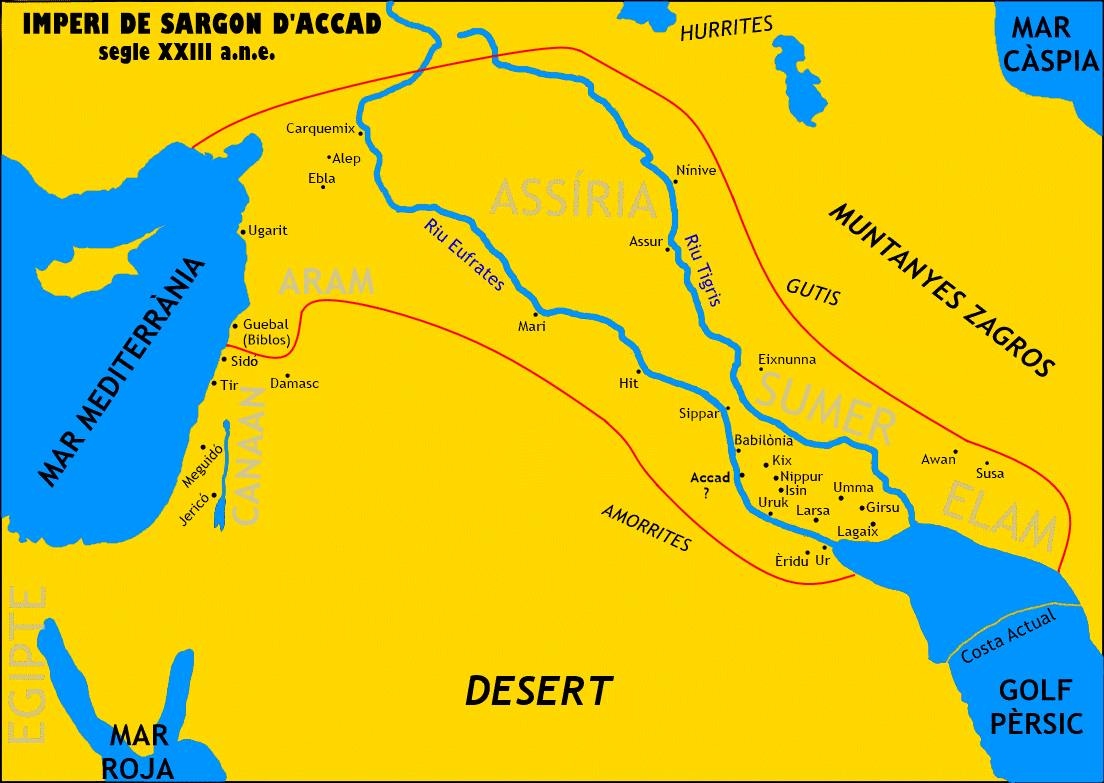
Màxima extensió de l'Imperi de Sargon d'Accad

Cap a 2350 aC, Sargon, un rei accadi, va prendre el poder a la ciutat de Kix. Va fundar una nova capital, Accad, i va conquerir la resta de ciutats sumèries, vencent Lugal-Zage-Si, el rei d'Umma fins aleshores dominant. Aquest va ser el primer imperi de la història, i seria continuat pels successors de Sargon, que s'haurien d'enfrontar a constants revoltes. Entre ells va destacar el net del conqueridor, Naram-Sin. Aquesta etapa va ser el començament de la decadència de la cultura i la llengua sumèria a favor de l'accàdia.
L'imperi es va desfer cap al 2220 aC, a causa de les constants revoltes i les invasions dels nòmades amorreus i, principalment, gutis. Després de la caiguda, tota la regió va caure sota el domini d'aquestes tribus, que es van imposar a les ciutats estat de la regió, especialment al voltant de la destruïda Accad. Les cròniques sumèries els descriuen sempre negativament, com «horda de bàrbars» o «dracs de muntanya», però potser la realitat no era tan negativa: a algunes ciutats hi va haver un creixement de les arts. És el cas de Lagaix, durant el govern del patesi Gudea. A més a més de la qualitat artística, a les obres de Lagaix es van fer servir materials provinents de regions llunyanes: fusta de cedre del Líban o diorita, or, i cornalina de la vall de l'Indus. Això vol dir que el comerç no va ser gaire afectat. Les ciutats meridionals, més allunyades del centre de poder guti, compraven la seva llibertat a canvi d'importants tributs; Uruk i Ur van prosperar durant les seves IV i II dinasties. Va ser amb Gudea de Lagaix que va començar el renaixement sumeri que arribaria a la seva màxima esplendor amb la tercera dinastia d'Ur.

### Renaixement sumeri

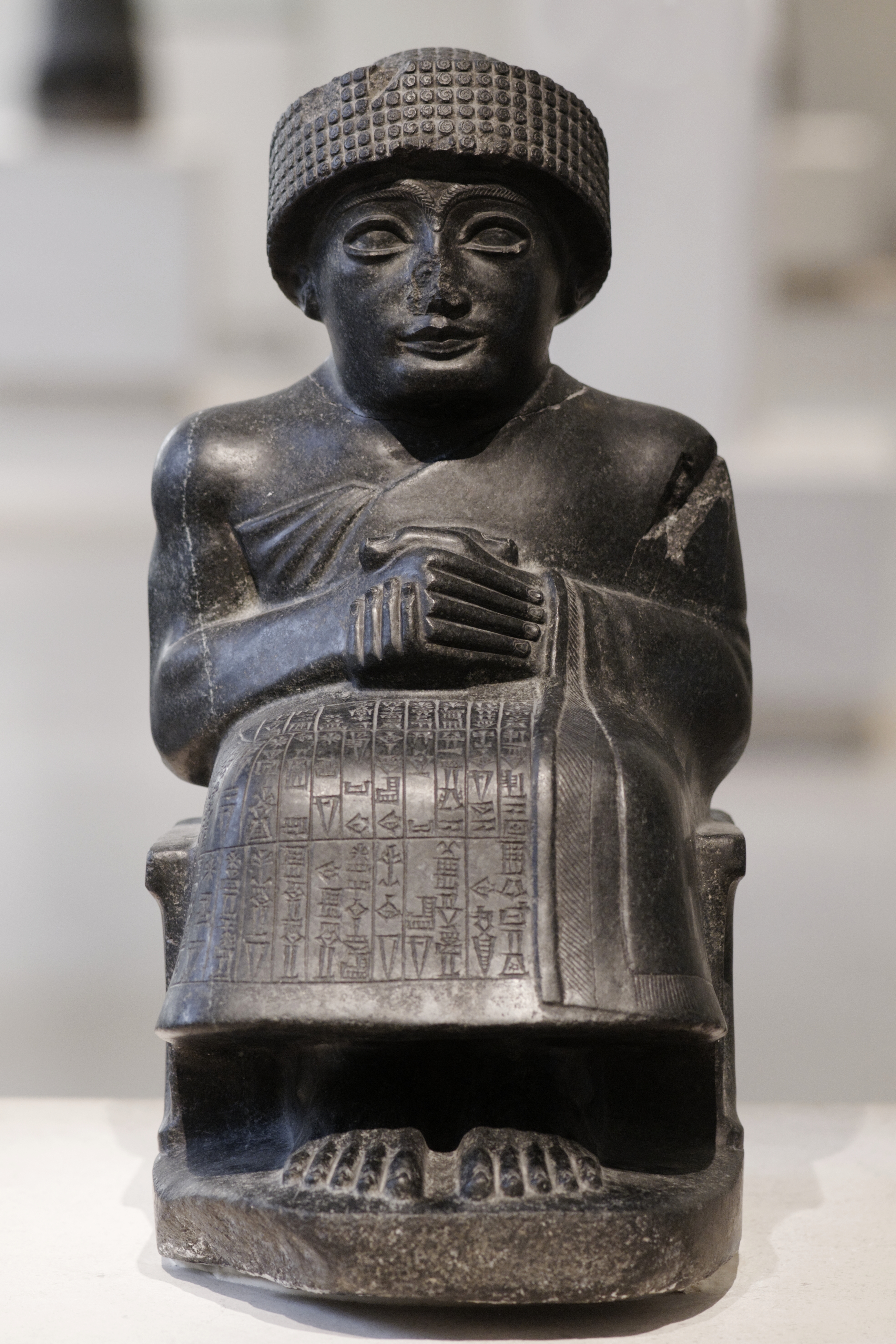
Escultura del patesi Gudea de Lagaix.

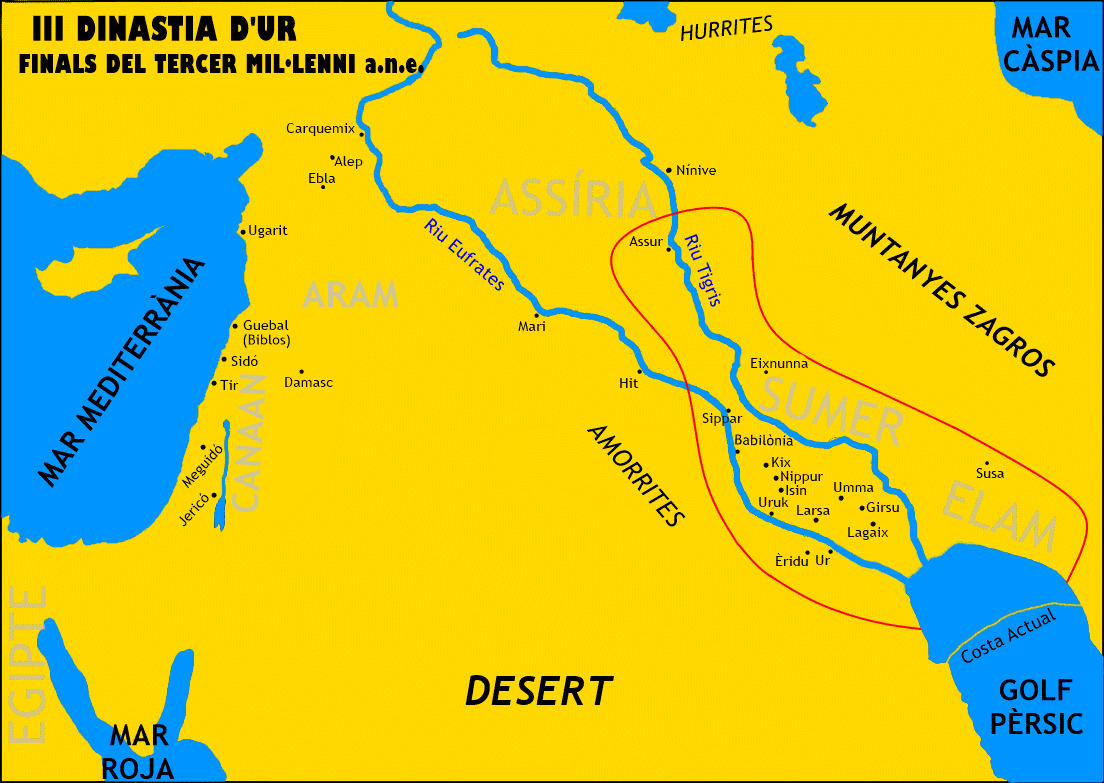
Territoris controlats per la Tercera Dinastia d'Ur.

Segons una tauleta commemorativa Utukhengal, va ser rei d'Uruk. Al voltant del 2100 aC. va derrotar i va expulsar els governants gutis de les terres sumèries. L'èxit no va durar gaire, perquè poc després el rei d'Ur, Urnammu, va tindre l'hegemonia. Va ser la III dinastia d'Ur, o renaixement sumeri. L'imperi sorgit d'aquesta hegemonia seria tan extens o més que el de Sargon d'Accad, que va influir també en els noms dels reis. Imitant els reis accadis es van fer dir «reis de Sumer i Accad».
A Urnammu el va succier el seu fill, Xulgi, que va combatre contra Elam i les tribus nòmades de les muntanyes Zagros. A Xulgi el va succeir el seu fill Amar-Sin, i a aquest, primer un germà seu, Xu-Sin i després un altre germà, Ibbi-Sin. Durant el regnat d'Ibbi-Sin, hi va haver atacs dels amorreus, provinents d'Aràbia, que van ser molt forts. El 2003 aC. va caure el darrer regne sumeri. A partir de llavors va predominar la cultura accàdia i, després, Babilònia farà el paper d'imperi.

### Període d'Ur III
La desaparició de l'Imperi accadi va permetre el renaixement de Sumer, i de les ciutats estat. Durant aquesta època neosumèria (2175 aC) hi va haver les importants reformes de Gudea (de Lagaix). Després, durant la III Dinastia d'Ur, Urnammu fa escriure un codi amb molts canvis. En aquesta època es comencen a fer dir reis de Sumer i Akkad (2111 aC). El 2093 aC, Xulgi va modificar els pesos i mesures existents, alhora que va reforçar les fronteres per contenir els amorrites.
Però finalment va sucumbir als atacs dels amorrites o amorreus, que tenien tropes elamites, procedents de l'altiplà de l'Iran. Van saquejar Ur (2003 aC). Es torna a l'estat de fragmentació, amb moltes dinasties locals. Rimsin va fer un petit imperi el 1792 aC, on hi va haver propietat privada, per tant, inventant la societat precapitalista. A Babilònia hi va haver una dinastia amorrita (1792 aC).

## La societat sumèria
La societat sumèria era jeràrquica i estratificada, com les de totes les civilitzacions del seu temps. El màxim poder polític de Sumer era el rei (lugal en sumeri, literalment home gran). El rei era el poder legislatiu, executiu, judicial, i el representant terrestre dels déus (alguns d'ells van ser divinitzats). Els funcionaris inicialment se suïcidaven quan moria el rei, però aquesta pràctica es va acabar abandonant. A la piràmide social, després del rei hi havia una elit de sacerdots, caps militars, i funcionaris d'alt nivell. A continuació hi havia els comerciants, funcionaris menors, artesans especialitzats, i els pagesos i artesans en general. Al nivell més baix hi havia els esclaus.

### Títols polítics sumeris
- Lugal, títol més alt de les ciutats estat. Paraula composta de "lu" (home) i "gal" (gran). Equival a l'accadi Xarrum (rei).
- En, "senyor", era el títol que al començament tenien els sacerdots amb funcions religioses i polítiques. A poc a poc, a algunes ciutats les funcions polítiques van anar passant als reis (lugal), i als prínceps (ensi). Només a Uruk va passar a l'inrevés: l'En d'Uruk va fer les funcions d'un lugal o d'un ensi sense perdre'n les seves.
- Ensi, dirigents de la majoria de les ciutats de Sumer. És equivalent a príncep, que regia un estat però amb menys poder que un rei (lugal).

### Categories socials a Sumer
- Eren, gent que es dedicava al treball públic o a l'exèrcit. Així doncs, més que una classe social, eren una casta d'estatus generalment baix, amb certs privilegis que els donava la seva feina.
- Guruix, suposadament, els adults caps de família amb alguna possessió.
- Xub-lugala, treballadors que depenien del rei. No hi ha evidències que fossin esclaus o homes lliures. L'esclavitud era freqüent, bé perquè algú esdevenia esclau quan no podia pagar els deutes, o bé perquè era presoner de guerra. Segons els documents, és probable que els xub-lugala fossin servents personals del rei, atenent les seves necessitats o dels seus familiars.

### El rei

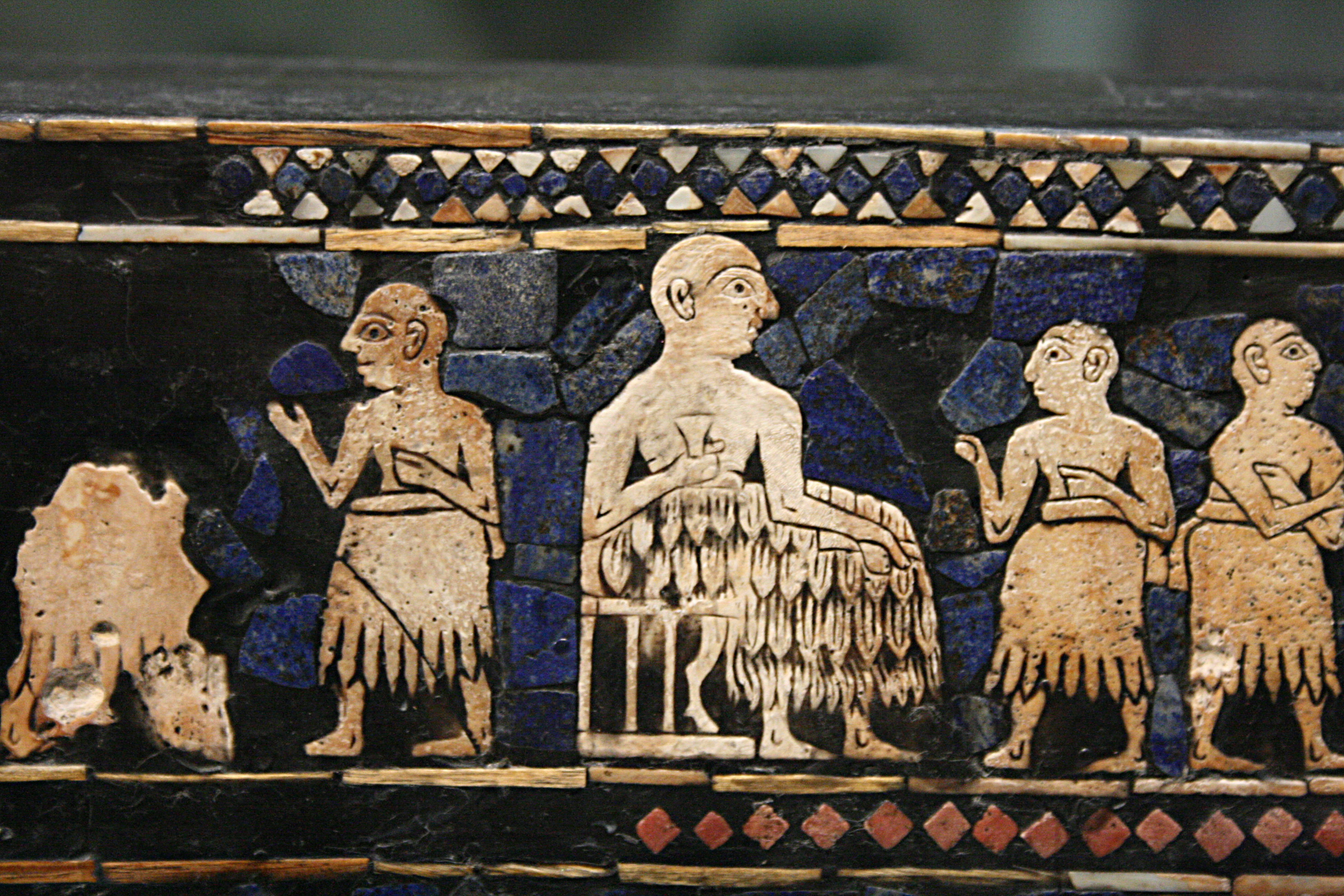
Detall de l'Estendard d'Ur: el rei sobre un tron en un banquet.

Era com el representant dels déus a la terra, en primer lloc del déu Enlil, però també de la deïtat tutelar del seu regne, com Ningirsu a Lagaix. D'acord amb les concepcions sumèries, als temps antediluvians la reialesa havia baixat del cel, és a dir, del món diví, i de llavors ençà s'havia transmès als homes més meritoris d'acord amb la voluntat dels déus. El rei havia de dirigir les cerimònies religioses, però sembla que no hi ha hagut mai cap «rei sacerdot», una figura teocràtica postulada per alguns erudits per als temps més antics. Sota els imperis d'Accad i d'Ur III, el rei es va fer amb l'aurèola de la dominació universal, estenent-se a les «quatre vores de la terra», és a dir, a tot el món conegut. A les inscripcions oficials. es va escriure el símbol de divinitat al costat del seu nom. Va ser presentat com un home, savi i poderós, se'n van escriure lloances, i se'n van fer himnes.
El rei va governar tot el regne perquè es creia que era el seu patrimoni: l'administració de tot el territori, i els temples i palaus, dels quals en va designar els administradors. Va fer de jutge dels afers més importants, perquè garantia l'equitat, tal com deien els textos de les «reformes» de l'ensi Urukagina i el Codi d'Ur-Nammu. També era un senyor de la guerra, encara que no tots els governants havien anat a les batalles.

### Elits socials

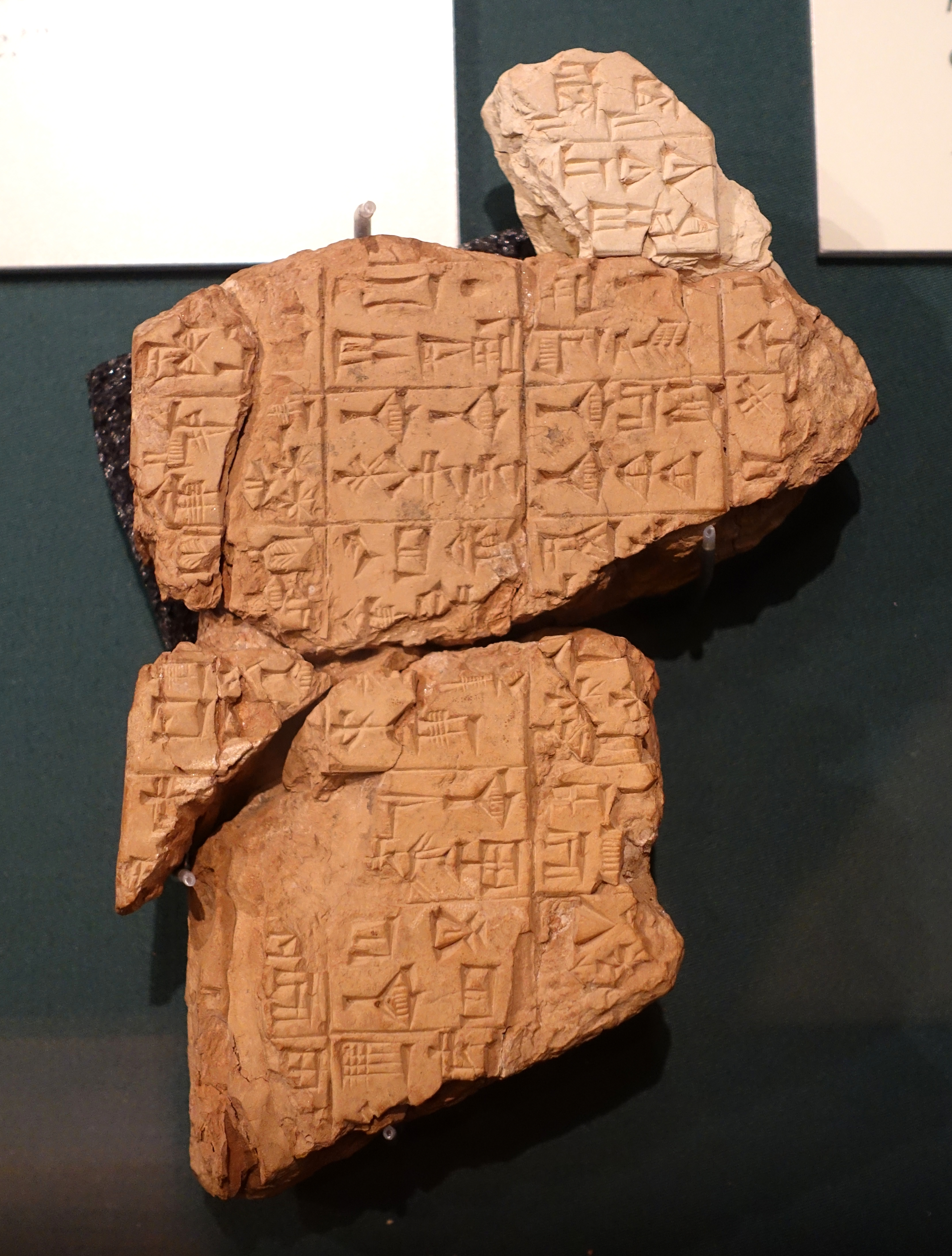
Fragment de les Instruccions de Xuruppak Datat circa 2600-2500 aC.

El rei concentrava al voltant seu el poder i la riquesa. Les reines i els prínceps i princeses tenien posicions privilegiades a la jerarquia administrativa i religiosa. Era normal que els fills i filles del rei fossin summes sacerdots dels principals santuaris. La família reial era a dalt de tot, després hi havia tothom que tenia posicions privilegiades, com ara els ministres i els dirigents dels temples. Sovint rebien terres o béns com a remuneració. Aquestes elits depenien dels caps de les famílies més riques, que transmetien els càrrecs als seus fills. Així, les «dinasties» es succeïen al capdavant de les funcions administratives o religioses, com la família Ur-Meme, a Nippur a l'època d'Ur III, dividida en dues branques. Els seus membres eren respectivament cap del temple d'Inanna i cap del govern de la província. Els més privilegiats podien fer casaments amb la família reial, o amb les dels d'altres dignataris. El text de Les Instruccions de Xuruppak té consells per al fill d'una bona família: encarregar-se de la casa, respectar l'autoritat dels pares, i atendre tota la família. Els notables sumeris reproduïen a la seva escala les accions dels sobirans, i no només quan tenien càrrecs clericals: hi ha moltes escultures que els representaven pregant als déus per rebre'n les benediccions. De fet sovint actuen respecte els monarques com els sukkal o servents dels déus a la iconografia. També eren d'aquest grup els sacerdots alfabetitzats, als quals es deuen els principals assoliments intel·lectuals sumeris.

### Classes baixes i mitjanes
Les classes baixes estaven supervisades per les classes mitjanes: encarregats, caps d'equips d'arada, etc. Treballaven majoritàriament per les institucions. Rebien terres per conrear, de les que podien quedar-se una part de la collita, o rebien racions de subsistència. Hi havia unes quantes categories: un grup era totalment dependent econòmicament, perquè només treballava per a les institucions, i només rebia racions. Un altre grup era parcialment dependent, perquè treballava per l'estat només uns mesos a l'any. Uns altres treballs que feien eren netejar els canals i edificis públics, etc. Sobre la seva vida quotidiana, les fonts disponibles parlen només de la seva feina, i només de qui treballava per les institucions. La resta no apareix als escrits. Sobre la participació en la religió o la política només en podem fer suposicions.

### Esclavitud

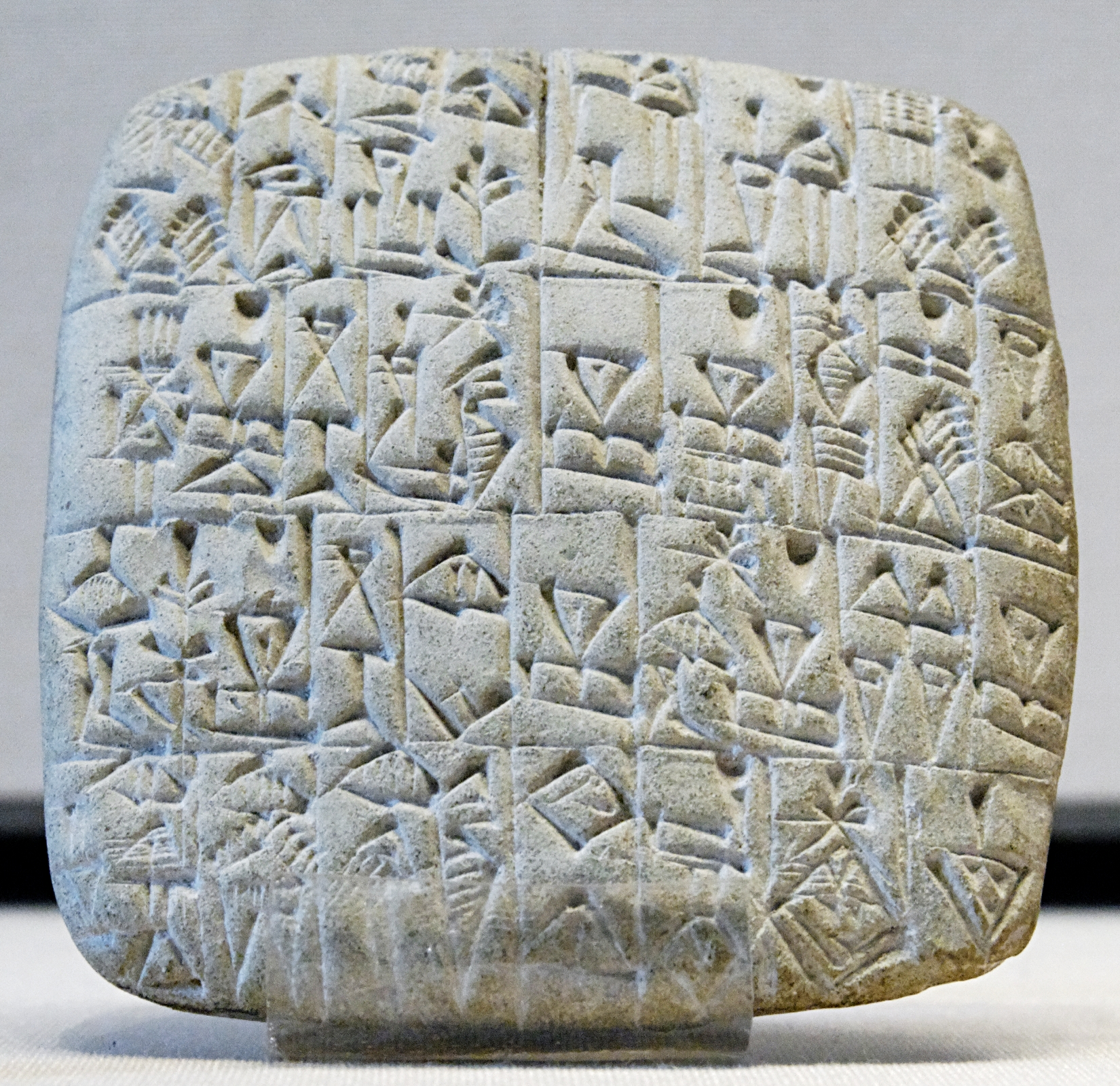
Tauleta de Shuruppak datada circa 2600 aC, sobre la qual hi ha inscrit un contracte de venda d'esclau.

Hi havia esclaus, però no gaires. Els propietaris podien ser individus o institucions. Podien vendre'ls, oferir-los, contractar-los, o deixar-los com a herència. Tenim contractes de venda, que diuen que, per pagar deutes, un cap de família es veu obligat a vendre un membre de la seva família: un fill, una filla, l'esposa, o la germana. Els esclaus de les institucions també podien ser presoners de guerra. Els esclaus podien casar-se, també amb gent lliure, i tenir la seva pròpia propietat o terres, però que també eren propietat del seu amo. Podien comprar la llibertat, però havien de continuar al servei del seu antic amo com a pagament.

## Llista de ciutats estat sumèries
Les ciutats eren, igual que a l'antiga Grècia, ciutats estat. Cap al final del 4t mil·lenni aC. a Sumer hi havia moltes ciutats estat independents. Els límits de cadascuna eren fites o canals. Aquestes ciutats eren centres mercantils. Al centre de cadascuna hi havia un temple dedicat al déu patró de la ciutat. Les governava un patesi, o de vegades un rei (lugal). Els patesi eren sacerdots suprems i caps militars absoluts, ajudats per una aristocràcia de buròcrates i sacerdots. El patesi dirigia la construcció de dics, canals de reg, temples, i sitges. Imposava i administrava els impostos de tothom. Els sumeris creien que els déus fundaven les ciutats perquè fossin centres de culte. Les riqueses dels temples eren propietat de l'estat i del rei, considerat intermediari entre els déus i els homes. Entre els temples hi havia els u-nir (ziggurat, en accadi).
El sistema econòmic i social va romandre viu durant tota la història sumèria. Els dos imperis (Accad i Ur) van convertir les ciutats estat en províncies, però les ciutats van mantenir les seves pròpies tradicions i administració. Algunes vegades els imperis van intentar imposar una altra organització, per exemple, la redistribució de recursos entre les províncies, sota Ur III.
- Adab
- Akshak
- Apiak
- Apišal
- Babel (Babilim) o Babilònia
- Badtibira
- Borsippa
- Der
- Dilbat
- Diniktum
- Eanna (unida a Uruk)
- Ekallatum
- Eninmar
- Eridu
- Eshnunna
- Girsu
- Hulambu
- Hiritum (Iritum)
- Isin
- Kazallu
- Keshi
- Kiritab
- Kix
- Kisurra o Kishurra
- Kullaba o Kulaba (unida a Uruk)
- Kutha
- Lagash
- Larak
- Larsa
- Malgium
- Marad
- Namar
- Mashkan Shapir
- Nina (unida a Lagash)
- Nínive
- Nippur
- Rapiqum
- Shuruppak
- Sippar
- Sippar Amanum (Sippar Amnanum)

Situació de les ciutats estat sumèries.

- Ti-Wa (ciutat on va tenir lloc una batalla, estatus polític desconegut)
- Tuttul
- Tutub
- Umma
- Ur
- Uruk
- Zabalam o Zabala

## Vida familiar

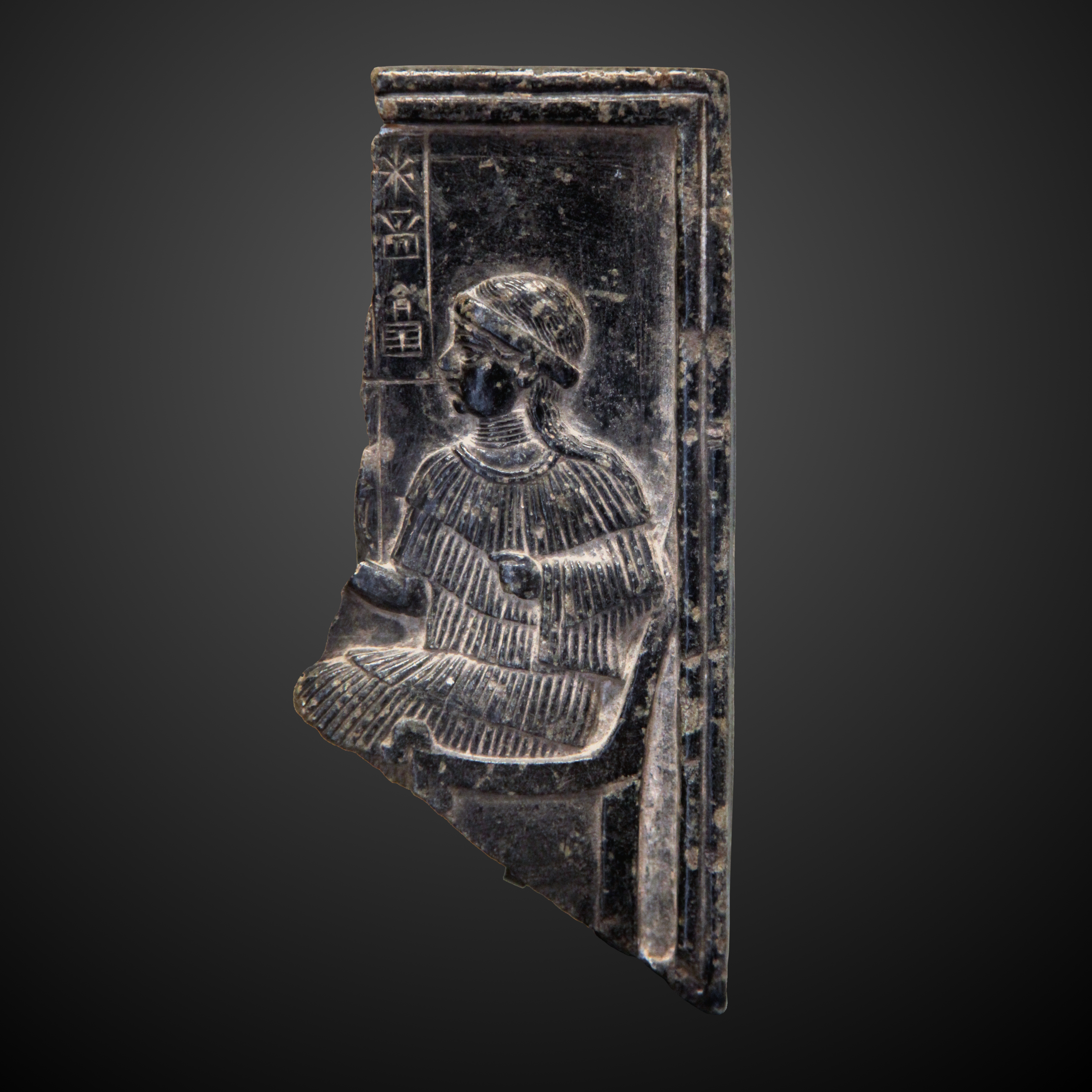
Fragment d'un baix relleu en pedra dedicat a la deessa Ninsun mare de Gilgamesh, c. 2200-2000 aC., museu del Louvre.

### Matrimoni
El nucli familiar i monògam va ser la unitat bàsica de la societat sumèria. Uns quants textos esmenten grups més grans, clans im-ru-a o im-ri-a, dels quals se'n sap molt poc. Els pares dels futurs cònjuges negociaven abans del casament, i el compromís es tancava amb un jurament. La família del nuvi feia regals a la núvia, per fer de garantia si el nuvi no complís la promesa. En aquesta etapa encara es podia anul·lar l'acord, però donant compensacions. No sabem com es feia la cerimònia del casament. Sembla que els nuvis rebien regals dels presents, almenys els temps més antics. La consumació devia ser definitiva. La dona aportava un dot, que el seu marit podia fer servir, però no està gaire clar. També sembla que el nuvi feia un regal a la núvia durant el casament.
El matrimoni podia ser anul·lat per iniciativa del marit. Amb una compensació econòmica a la dona si aquesta demanda fos considerada infundada pel tribunal. Els motius coneguts per al divorci eren l'adulteri i la no consumació del matrimoni. La majoria de famílies eren monògames, però el marit podia tindre una concubina i, més rarament, una dona secundària, amb l'aprovació de la primera dona.
Les famílies (o millor dit les cases) funcionaven com a organitzacions econòmiques i socials bàsiques. Per aquest motiu els palau es coneixien amb noms com "gran casa" i els temples eren sobretot els habitatges dels déus, una funció que s'heretarà en pobles mesopotàmics posteriors. La diferència social es plasmava en la mida i riquesa dels habitatges, però no existien barris segregats o zones de cases de diferent qualitat segons el grup social.

### Lloc de les dones

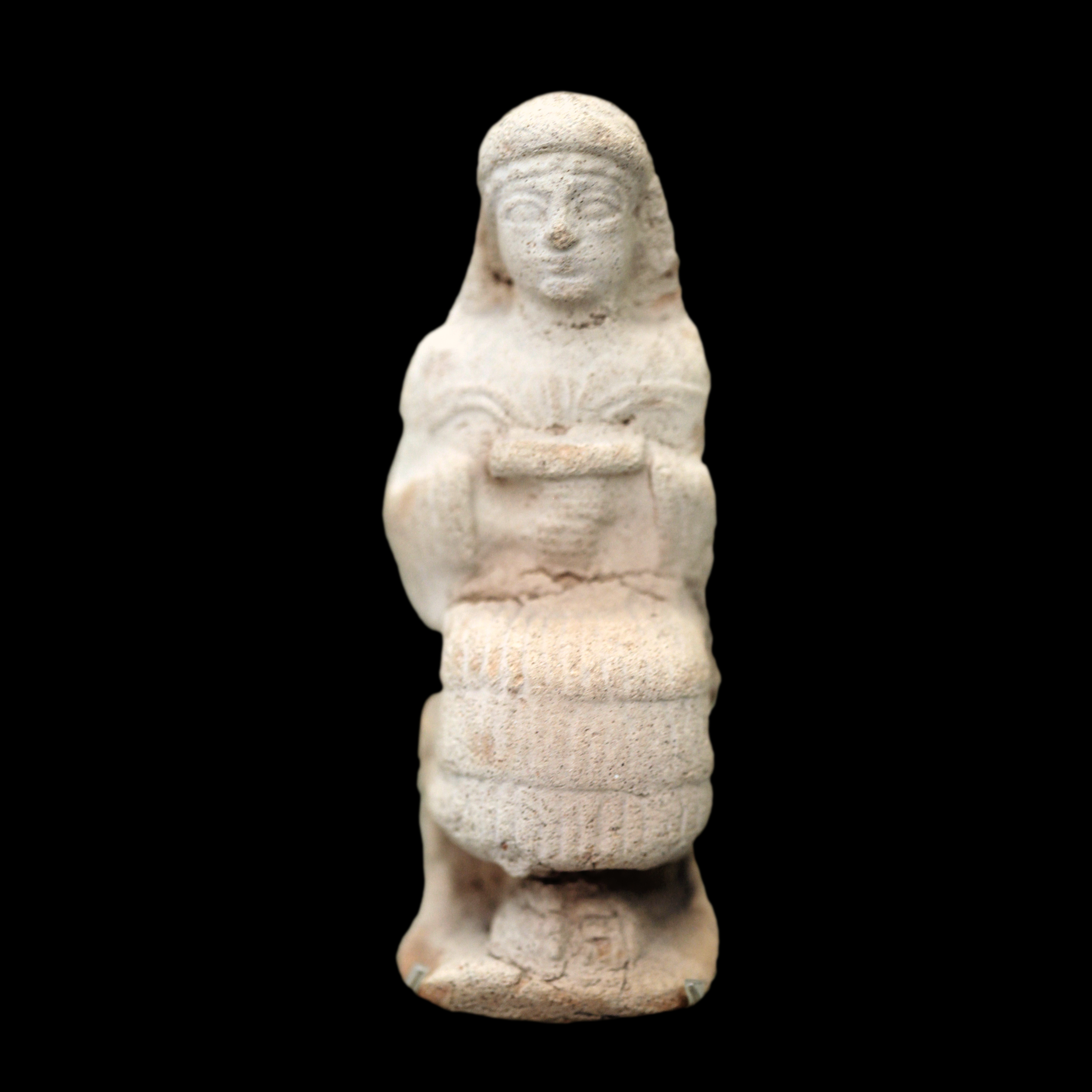
Dona asseguda sostenint un gerro. Girsu, c.2350-2000 aC. Museu del Louvre.

El pare era l'autoritat més gran de la família. La dona casada podia fer contractes, sola o amb el marit. Les dones podien fer demandes, testificar, i tindre els seus propis béns. Les vídues eren els caps de família, mentre els fills fossin menors d'edat. Però eren vulnerables i havien d'estar protegides per una institució, llevat que fossin d'una família rica. No totes les dones eren casades o vídues: les prostitutes eren una categoria separada. També sembla que hi havia unes altres dones que eren independents. Les dones sumèries no van limitar-se només a la família, sinó que n'hi havia que treballaven fora de casa, especialment als tallers de les institucions.
Sovint es creu, però no unànimement, que la situació de les dones a Sumer va ser millor que la de les seves descendents els temps posteriors, i que la seva situació va ser pitjor a partir del segle XX aC. Però és clar que en tota la història de Mesopotàmia les dones han tingut un lloc secundari.

### Infància
Els fills prenien part a les activitats de la família, i tots tenien dret a una part del patrimoni. Quan el pare moria, els fills compartien les propietats, amb una part més grossa per al més gran. Que heretava la professió del seu pare, i la posició a la jerarquia administrativa, religiosa, o laboral. Els altres nois també heretaven la professió, perquè el pare els havia ensenyat. L'herència de les filles era el dot, però si no hi havia fills homes, podien ser les hereves. Si el matrimoni no tenia fills, heretava el germà del marit, o uns altres parents. També es podia adoptar, per tindre un hereu. Hi havia rituals per protegir les dones durant el part.

## Economia
La base de l'economia era l'agricultura, perquè la terra era fèrtil i tenien bones eines. Els artesans treballaven l'or i la ceràmica. Els instruments eren de canya, d'os, de pedra, de coure, o el bronze. El comerç també era important, principalment fent caravanes de carros. La moneda era la mina, que tenia 60 sicles, segurament d'ús més comú.

### Agricultura
L'agricultura era de regadiu. Tenien canals, estanys, dics, i dipòsits. Sovint, les inundacions del Tigris i de l'Eufrates, feien que calgués reparar els canals, treure'n el fang, i reemplaçar les fites. El govern obligava determinats ciutadans a treballar als canals, però els rics podien evitar-ho. L'enginy i la feina contínua dels pagesos va fer que Sumer fos un dels graners de l'antic Orient Mitjà. Des del 6è mil·lenni aC, van fer un sistema de reg, que s'anava escampant fins a abastar una gran àrea. Aprofitava que la terra del delta era molt plana, i que no hi havia cap obstacle per als canals. Regulant el nivell d'aigua i evitant la salinització (lixiviació dels camps), tenien bones collites de cereals, amb rendiments de 10/1, o fins i tot 20/1, perquè no depenien de les pluges. Com que el sistema feia servir molts recursos humans i materials, calien institucions que coordinessin les comunitats locals. Segons en Karl A. Wittfogel, el regadiu no va ser la causa de l'aparició dels estats fluvials, perquè el reg es va inventar abans dels estats, i no va estar mai centralitzat a prop del rei.
El conreu de cereals va ser el més important, sobretot l'ordi perquè s'adaptava millor a les terres pobres i clima àrid. El blat era secundari perquè era més exigent. També hi havia lli, sèsam, lleguminoses, cucurbitàcies, i arbres fruiters (magraners, figueres, i pomeres). Hi havia palmeres de dàtils perquè tenien bons rendiments, i perquè a la seva ombra podien conrear verdures i fruites. La dieta bàsica era: pa, cervesa, oli de sèsam, fruites, i verdures (sobretot alls i cebes).

### Ramaderia i els seus productes

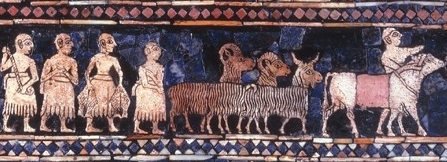
Servents conduint bestiar i cabres —probablement destinats a sacrificis—, detall de l'estendard d'Ur.

La cria dominant va ser la de l'ovella, perquè a l'estiu podia pasturar als camps de guaret o a l'estepa. La llana va ser una de les bases de l'economia. Les cabres donaven llet. Els bovins es feien servir per llaurar i per arrossegar els carros. El ruc era l'animal de càrrega principal. La carn estava destinada a les elits i als déus. També hi havia caça i pesca. Als pantans del sud s'hi collien canyes, per fer molts objectes i per la construcció. El peix i la llet servien de complements de la dieta. La majoria de la població no menjava carn gairebé mai.

### Artesania
Amb el pas del temps, l'artesania va esdevenir més complexa i diversificada. Com a resultat d'una demanda més gran i d'uns materials nous, els artesans es van anar especialitzant. Gràcies a la normalització de la qualitat, es produïa artesania en grans quantitats, que s'han trobat a les excavacions arqueològiques.

#### Principals activitats artesanals

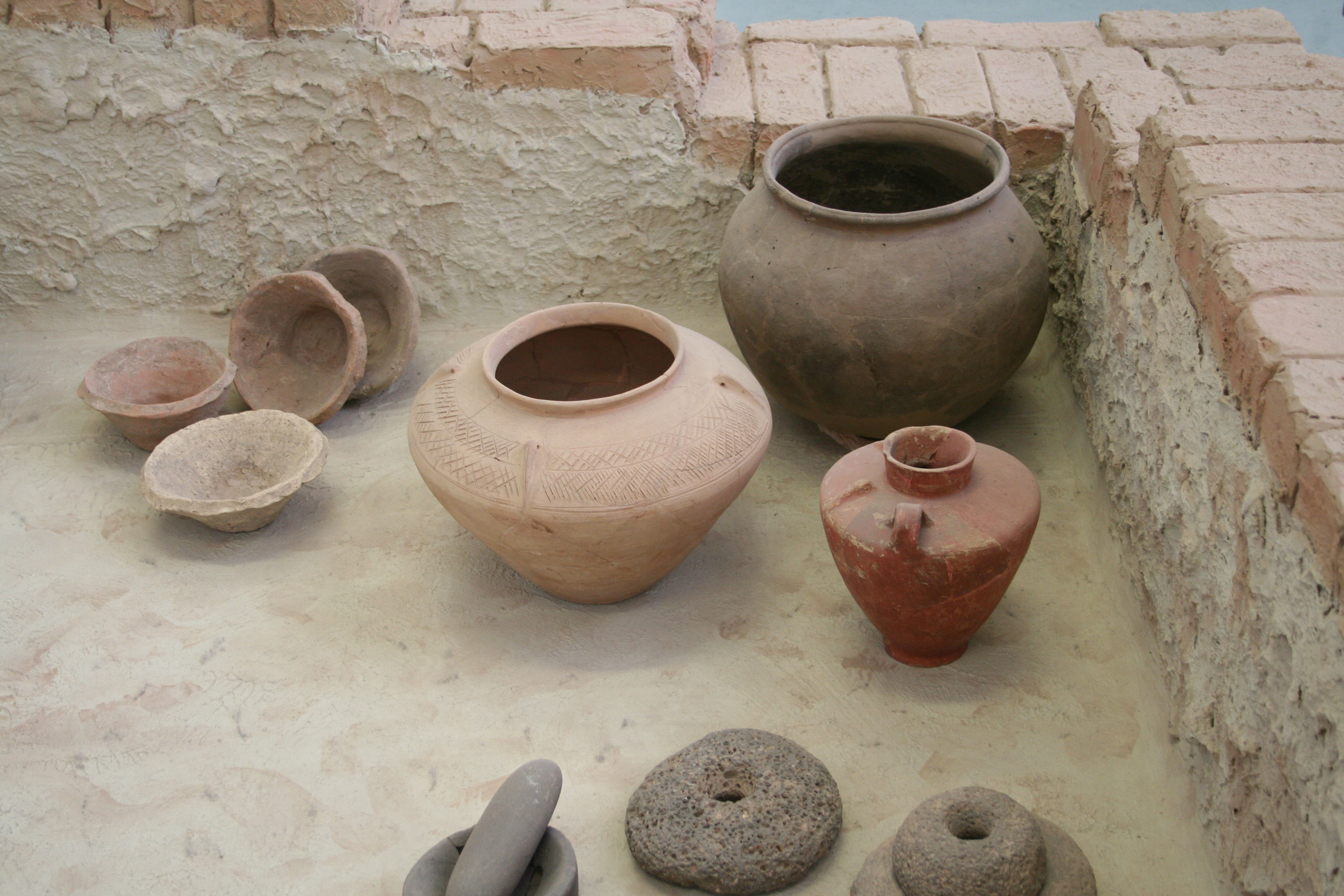
Ceràmica del període d'Uruk: bols bisellats a ma (esquerra), i peces fetes amb el torn (dreta). Pergamonmuseum.

Es va fer molta ceràmica, als habitatges o als tallers institucionals. La creació del torn de terrissaire durant els períodes d'Obeid i Uruk va permetre una producció més gran, més ràpida, i més diversa. Els gerros, bols, o cassoletes són característics del final del mil·lenni IV aC. La ceràmica es cobria amb una capa d'engalba o amb decoracions fetes de pintura o incisions, abans de coure-la al forn. Els terrissaires van fer moltes peces: pots, gerres, tasses, bols, i estatuetes. També van fer falç d'argila, fetes servir als temps arcaics.
A la construcció es feia servir sobretot argila i canyes. Els maons van aparèixer al final del període protohistòric. Durant el període d'Uruk i el protodinàstic es feien formes estandarditzades de maons: maons quadrats, el gran maó rectangular, i maons plans i convexos alhora. Sota la tercera dinastia d'Ur, les mides dels maons estaven estandarditzades per poder fer-ne massivament. Generalment, els maons s'assecaven els maons al sol, però de vegades els coïen a un forn per fer-los més resistents. Així servien per al revestiment del terra o per a la capa exterior de grans construccions, com els ziggurats de la tercera dinastia d'Ur. La ceràmica cuita també es va fer servir per a les instal·lacions de l'aigua (canonades, estanys). La pedra, menys disponible, es va fer servir poc. Llevat de la pedra calcària extreta a la vora d'Uruk, que es troba als edificis d'Uruk. Les canyes servien per fer cabanes, i també per reforçar els edificis de maons mitjançant encadenaments, cordes, estores, etc. La fusta es feia servir poc, perquè els arbres locals no eren útils per a la construcció.

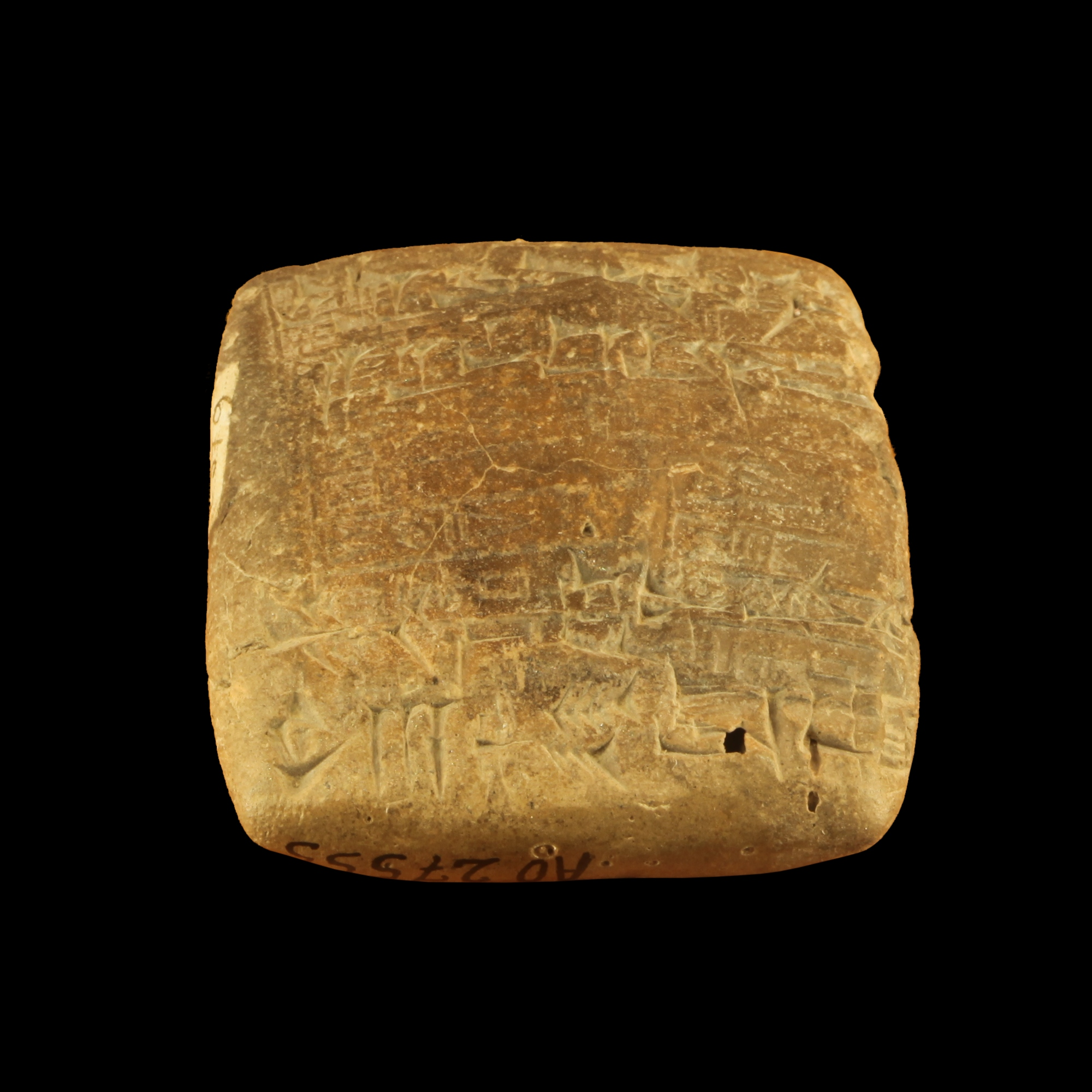
Petita tauleta de l'època tercera d'Ur amb la inscripció de la recepció de vestits de llana de qualitat ordinària, Girsu al museu de Belles Arts de Lió.

A la protohistòria hi havia artesania tèxtil del lli, però durant el període d'Uruk el lli va ser reemplaçat per la llana. Els textos de la tercera dinastia d'Ur parlen de les categories de la llana segons la qualitat. Els tallers de teixits, supervisats por les institucions, donaven feina a milers de teixidors. Les de teles de llana eren importants perquè eren part de les racions que es donaven als treballadors i agents de l'estat. Eren la producció sumèria més exportada a les regions veïnes. Com que no s'ha trobat cap tela, només podem suposar-ne l'aspecte pels dibuixos o pels textos. Podien estar decorades amb serrells (com a les estàtues de Gudea) o amb volants (com a les imatges dels déus). El tint apareix al començament del II mil·lenni aC.; abans només es feia servir pintura.
La metal·lúrgia estava molt desenvolupada, malgrat que no s'extreia cap metall i, per tant, calia importar-ne. Això va fer que s'inventessin tècniques més econòmiques, i que sempre es reciclessin les eines metàl·liques. El treball del coure va ser el més corrent, perquè servia per fer eines, que van substituir les antigues d'argila o de fusta. Els fonedors aviat van aprendre a fer aliatges per fer el coure més resistent, especialment l'aliatge de coure i arsènic. Després, a la primera meitat del III mil·lenni aC, van crear el bronze (coure i estany). La tècnica més corrent era la de cops de martell en fred als fulls de metall. Les decoracions eren gravades o amb relleu.
L'emmotllament va assolir un alt grau de sofisticació, fent servir musclos. També la tècnica de la cera perduda, el III mil·lenni aC. L'argent i l'or es van fer servir per als objectes de luxe. Les decoracions es feien amb les tècniques de filigrana i granulació..
La descoberta de les tombes reials d'Ur el 1927 va donar molta informació de l'artesania. S'hi van trobar plats d'or, coure, i plata. Però el millor gerro de metall dels tallers sumeris que ens ha arribat prové de Girsu: el vas d'argent dedicat pel rei Entemena de Lagaix al déu Ningirsu. És una làmina prima d'argent on hi ha gravada la dedicatòria, unes àligues amb cap de lleó, i el déu Anzu o Imdugud, agafant amb les urpes lleons i uns altres animals.
Les joies i guarniments procedeixen principalment de les tombes d'Ur. A la del rei Meskalamdug hi havia un casc d'or. També s'hi va trobar una daga d'or. Destaquen els ornaments de la dama Pu-abi: collarets i penjolls d'or, lapislàtzuli, cornalina, àgata, agulles d'or, i una diadema de fulles i flors d'or.

### Comerç de bens

#### Modalitats
El comerç era diferent del de les civilitzacions posteriors: hi havia molt pocs intercanvis d'acord amb la llei de l'oferta i la demanda; la majoria eren decidits per les institucions. Durant el període arcaic, les institucions es quedaven tota la producció, per després repartir les racions (gra, llana, oli, cervesa, i tots els altres productes), que feien de remuneració. Una part de la collita era consumida per qui l'havia produïda, o era intercanviada, evitant així les institucions.
Els comerciants sovint feien el paper d'intermediaris en nom de les institucions. Hi podien haver transaccions privades, com ara préstecs. Hi havia molts instruments per saber el valor dels productes: els més comuns van ser els grans d'ordi i sobretot l'argent, que tindria un lloc cada vegada més important. Hi havia patrons de pes oficials, de formes normalitzades. Els diners eren anells d'argent («har») de pesos exactes (múltiples del sicle).

#### Mitjans de transport
Es pensa que els sumeris van inventar la roda, però s'han trobat rodes més antigues a l'Europa central i al Caucas. La roda va aparèixer a Sumer al començament del III mil·lenni. Abans, l'únic vehicle era una mena de trineu. El carro arrossegat per bous o rucs va fer més fàcil el transport. El ruc ser domesticat durant el període d'Uruk, i va esdevenir l'animal privilegiat. Els vaixells eren de fusta o de canya. Alguns vaixells podien portar 100 tones, però els més comuns no passaven de 20 tones.

## Religió
Els sumeris adoraven molts déus: les forces de la natura, els estels, el coneixement, i les tècniques, etc. Creien que havien creat l'home, i que en decideixen el destí. El culte als déus és present a molts textos sumeris. És relativament difícil distingir la religió pròpiament «sumèria» de la religió mesopotàmica, que tenien tant els sumeris com els semites. No hi ha consens entre els investigadors pel que fa a la religió. Dos dels principals especialistes, Samuel Noah Kramer i Thorkild Jacobsen, tenen opinions diferents: el primer diu que la religió dels temps més antics de Sumer és l'origen de les creences posteriors, i el segon la veu com pertanyent a un món que va desaparèixer.

### Conceptes sobre el món i els déus

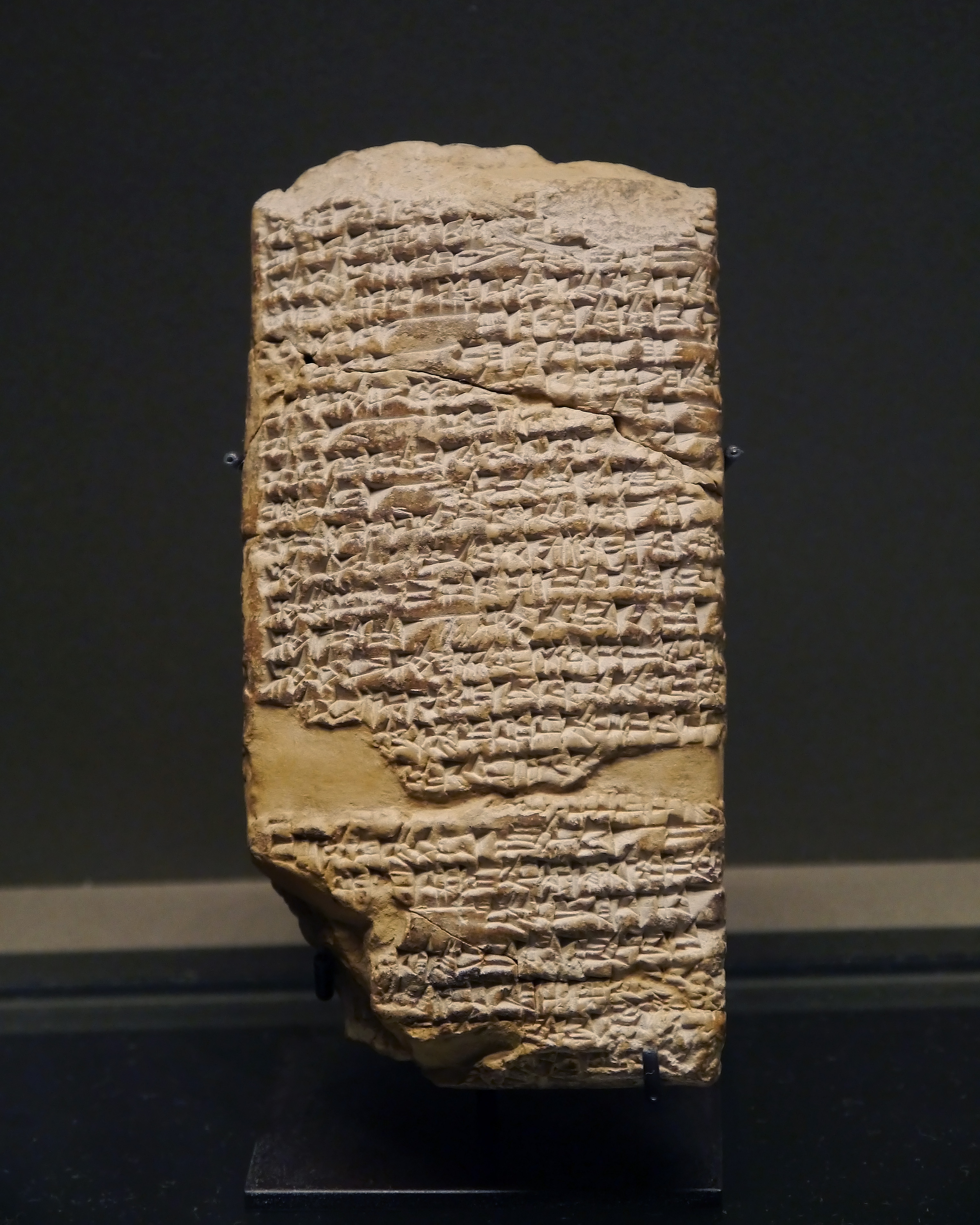
Tauleta incloent un mite sumeri sobre els orígens del món, museu del Louvre.Fragment de tauleta rectangular inscrita amb signes cuneïformes.

Segons en J. Bottéro, la religió contestava les preguntes dels homes sobre l'origen del món, la creació de l'home, i la relació amb els déus. No hi havia cap mitologia única, sinó moltes tradicions més o menys semblants. Cada lloc de culte va crear el seu propi corpus teològic, però la segona meitat del III mil·lenni aC, la tradició de Nippur va esdevenir la més important, amb l'ascens del déu Enlil al rang de rei dels déus. Tot i que tenen un fons mitològic antic, els mites han estat redissenyats i reescrits molts cops, depenent de la regió, del temps, i dels canvis polítics. La iconografia també es refereix als mites, però sovint costa d'entendre, perquè els mites es van transmetre per via oral i, per tant, una gran part de les creences és incerta.

#### Origen del món i dels homes
El món estava compost del cel (an) i la terra (ki), originàriament units i després separats. La terra era un disc pla, que estava damunt de l'abzu, l'abisme, un lloc d'aigua subterrània dominat pel déu Enki. A sota del món hi havia el submon.
Els déus van decidir crear l'home, tal com diu el mite Enki i Ninmah: volien llevar la feina a la categoria més baixa dels déus, creant una categoria de servents. Els déus van fer uns homes d'argila i els van donar vida. Els van donar els coneixements i les tècniques perquè poguessin fer la seva feina. Van elevar alguns homes al rang de reis. Tal com s'explica al mite Enki i l'ordre del món, Sumer era al centre del món, aprofitant les riqueses de les regions veïnes.

#### Els déus i la seva naturalesa

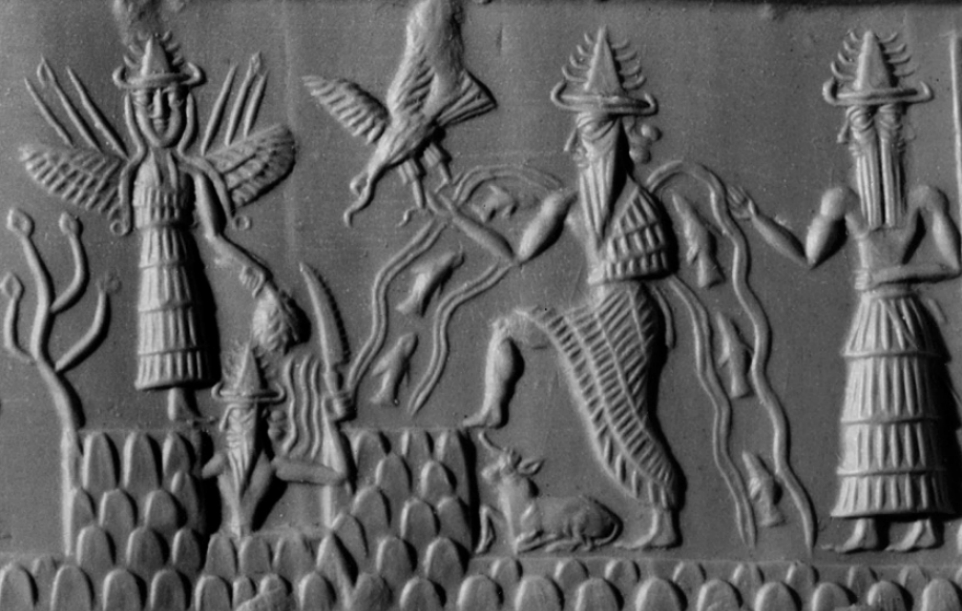
Impressió del període d'Accad que representa un grup de divinitats identificables per la seva tiara de banyes i els seus atributs: d'esquerra a dreta, Inanna alada, Xamaix surtint entre dues muntanyes, Enki amb l'au, la cabra i els corrents d'aigua, i el seu visir el déu amb dues cares Isimud.

Els déus eren vistos com a éssers dotats de poder i saviesa. Decidien el destí dels homes, de vegades amb benevolència, donant-los beneficis (coneixement, èxit, procreació, salut), o, castigant-los amb malalties, derrotes, o la mort, si no complien les obligacions religioses. Els déus tenien la imatge dels homes; la iconografia els representava antropomòrficament, amb alguns atributs distintius, com la tiara de banyes. Els mites els descrivien com a subjectes a passions com ara la ira, l'enveja, o l'engany.
Individualment, cada déu tenia característiques que el diferenciaven dels altres, com a qualsevol sistema politeista. Alguns van ser encarnacions d'elements naturals: estels, rius, plantes, tempestes..., o d'activitats humanes com l'agricultura, l'escriptura, la pesca, la fabricació de cervesa, o de maons. Molts d'ells estaven vinculats a un lloc i a un santuari concret: cada ciutat tenia una deïtat tutelar, amb la qual els habitants estaven identificats. A Lagash, el déu local Ningirsu estava envoltat per la seva família (la seva dona Bau, la seva germana Nanshe, i els seus fills).

#### Principals déus dels sumeris
Els primers sumeris es van establir al voltant de temples dedicats als déus principals: Anu, déu del cel, Ea, deessa de les aigües, i Enlil, déu de l'aire.
- Bau
- Belili
- Bilulu
- Dumuzi
- Gatumdu
- Hanbi
- Innana
- Nanna
- Nanshe
- Nindara
- Ninhursag
- Nintu
- Ningursu
- Nisaba
- Nunbarsghegunu
- Shulpara
- Turdur
- Ninkhursanga

### Adoració divina
Coneixem el culte als déus gràcies a les inscripcions, les tauletes de lliuraments d'ofrenes, els textos religiosos, i les excavacions dels santuaris. La religió «popular» és més difícil de conèixer perquè no té gaires documents.

#### Sacrificis i ofrenes

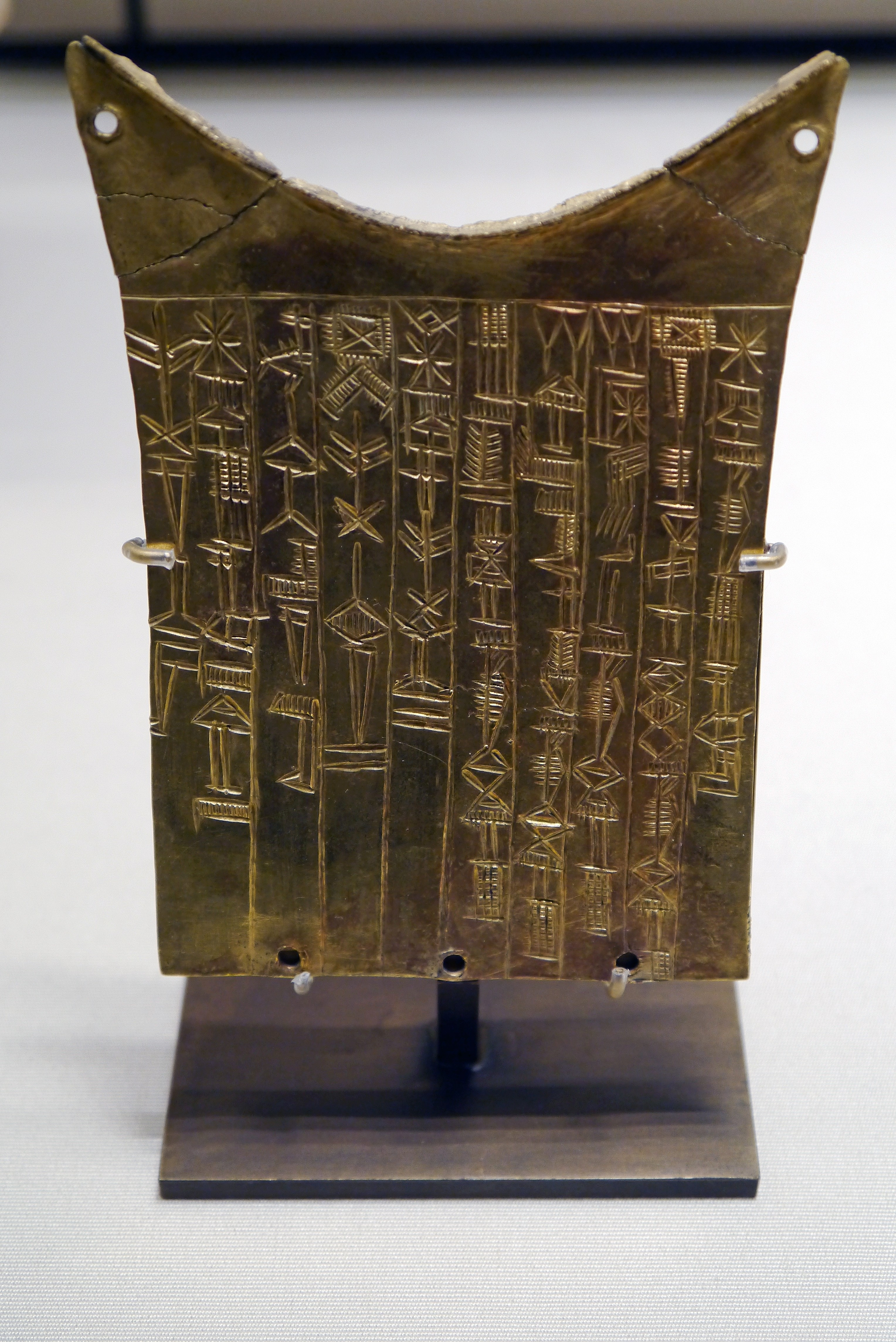
Ofrena votiva en or, celebrant la construcció d'una plataforma pel déu Shara, placa gravada en signes cuneïforme. Museu del Louvre.

Les pràctiques més comunes eren les ofrenes: menjar sobretot (carn, cereals, cervesa, llet), mobles (trons, llits), roba, ornaments, armes, vehicles (carros i vaixells). A més a més de l'adoració ordinària, hi havia festes regularment, durant les quals les ofrenes i les celebracions eren sumptuoses. Els fidels feien peregrinacions, i les processons tenien estàtues dels déus. El culte estava supervisat pels temples i pels reis i governadors. Tot això era l'obligació dels homes cap als déus, però molts objectes votius exhumats dels temples tenien un propòsit individual, per a atreure la bona fortuna. La pietat personal també està comprovada per les pregàries escrites. Els membres de les elits eren els més actius per al culte, tal com diuen les dedicacions de les ofertes votives. I també eren els beneficiaris de les ofrenes després d'haver-les fet als déus.

#### Els temples
Els temples eren les cases dels déus, per tant, es deien "e", que vol dir casa. El temple d'Enlil a Nippur era la «casa de muntanya» (é-kur), el d'Inanna a Uruk era la "casa del cel" (é-anna), el de Nanna a Ur era la «Casa de la Gran Llum» (é-kiš-nu-gal). Les altres parts (capelles, portes, cuines, ziggurats), també podien tindre un nom sagrat. Els reis en van construir, els van mantenir, i els van enaltir amb himnes.

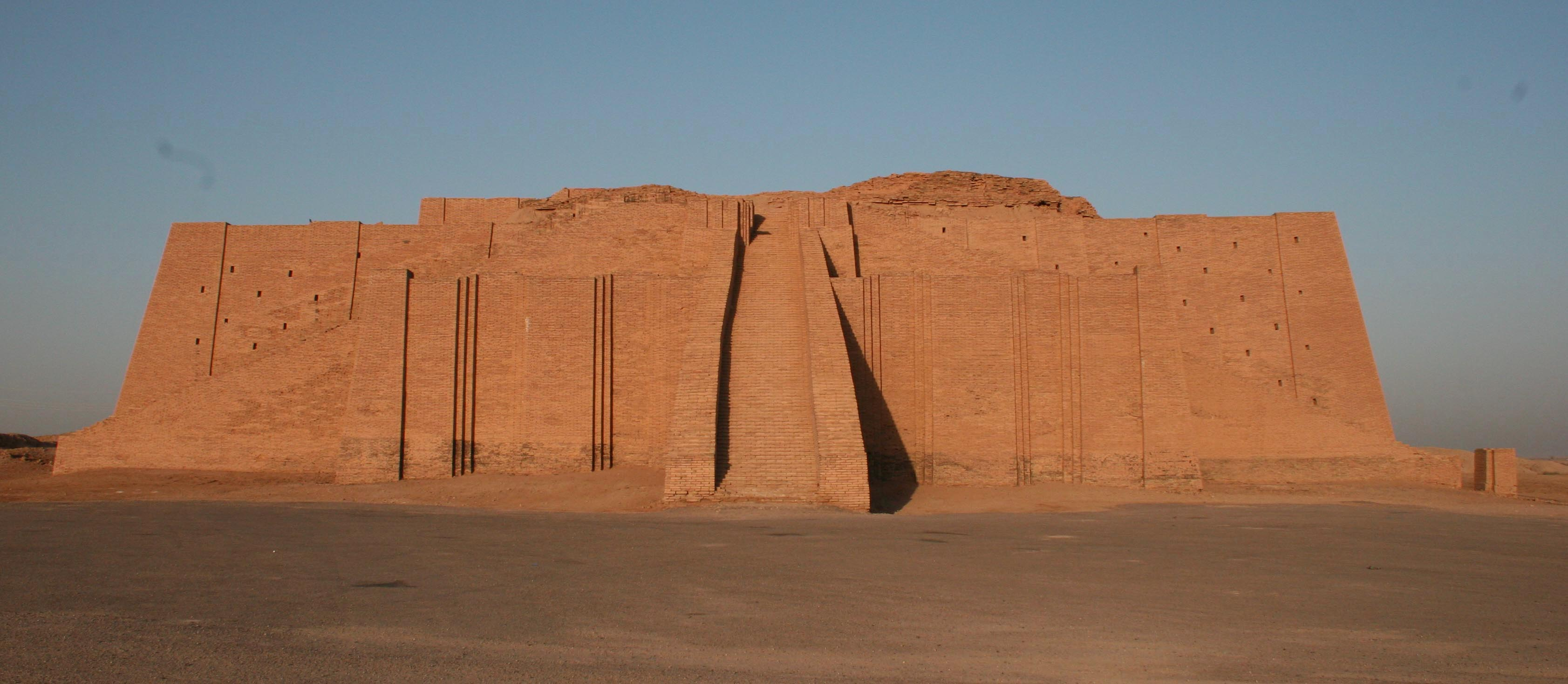
El ziggurat d'Ur després de la restauració del 2006.

No hi havia cap plànol típic del temple sumeri. Per tant, és difícil identificar-los si no hi ha cap inscripció ni material religiós (altars, objectes votius o per a ablucions). Estaven fets al voltant d'un centre o pati obert a unes sales, i una o més cambres servien de cel·la com a lloc de culte principal. Una estàtua representava el déu. Abans de la tercera dinastia d'Ur, no s'esmenta l'estàtua, per tant, es pot suposar que no n'hi havia. Als períodes protohistòrics, era normal l'organització tripartida. Hi ha una o dues terrasses elevades (temple blanc a Uruk, temple pintat a Tell Uqair). Un altre estil corrent és el temple ovalat, durant les dinasties arcaiques de Khafajah, Lagash, i Obeid, quan es va protegir el temple amb un recinte ovoide fet damunt d'una plataforma. Els reis d'Ur III van tornar a dissenyar els principals llocs de culte de Sumer (Nippur, Eridu, Ur, Uruk). Va sorgir el u-nir o ziggurat, torre amb un temple a dalt de tot. La cel·la divina era a les cambres del recinte del voltant. Hi havia espais per allotjar el clergat, per l'administració, i per preparar i emmagatzemar les ofrenes, com ho demostra la fàbrica de cervesa trobada a Lagash.

#### El clergat

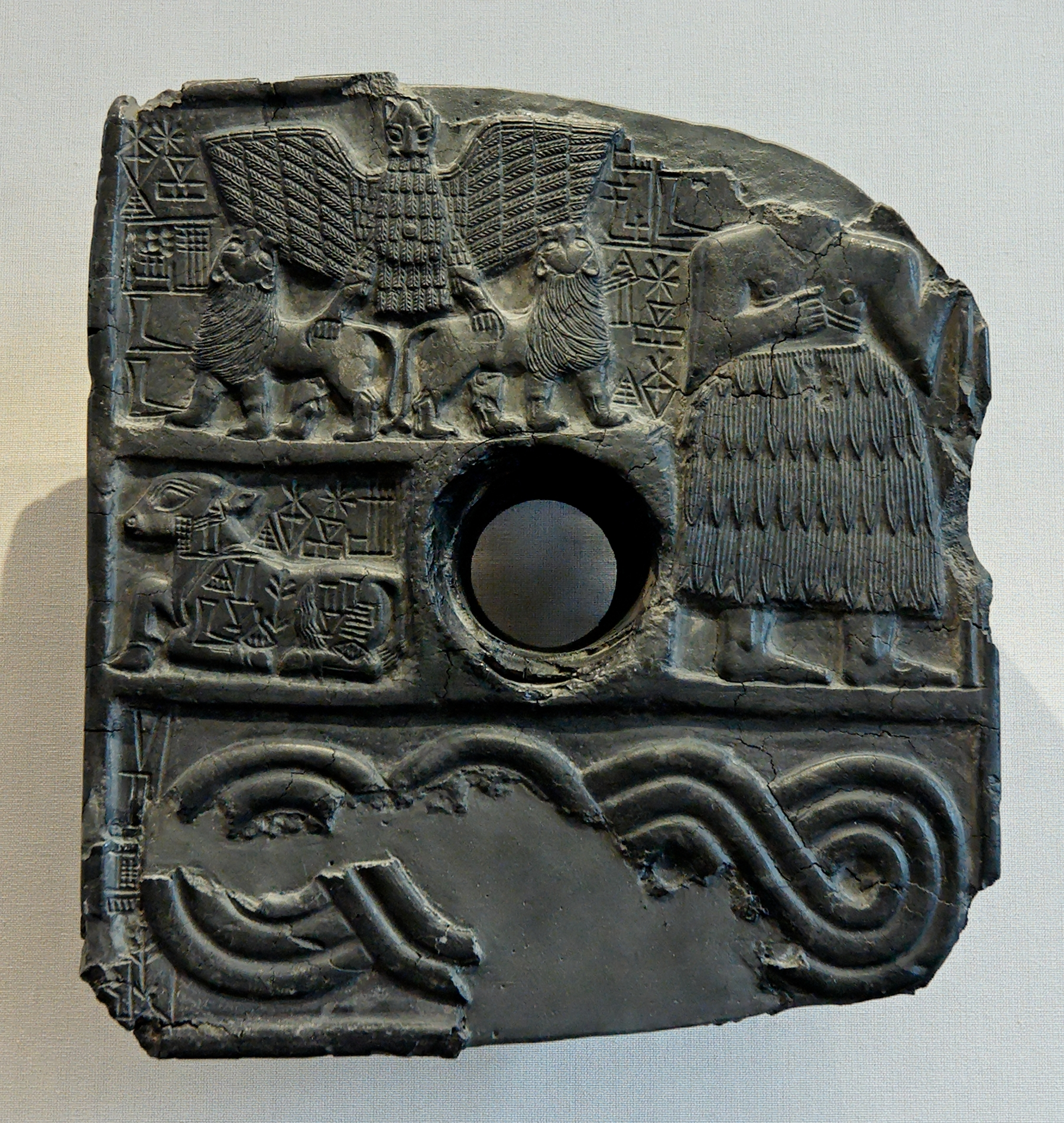
Objecte votiu de Dudu (representat a la part superior dreta), pontífex del déu Ningirsu a Girsu cap al 2450 aC. Museu del Louvre.

Va ser molt jeràrquic des del començament. A la llista d'oficis del final del període d'Uruk s'esmenten unes quantes categories de sacerdots. Encara estan més detallades a les versions posteriors d'aquesta llista. Però no podem saber les funcions de cadascuna, perquè a alguns temples hi havia un clericat particular que no es va descriure enlloc. Generalment, els temples importants tenien com a cap un summe sacerdot o una alta sacerdotessa, normalment de llinatge reial, com la princesa Enheduanna, filla de Sargon d'Accad, a Ur.

## Escriptura cuneïforme

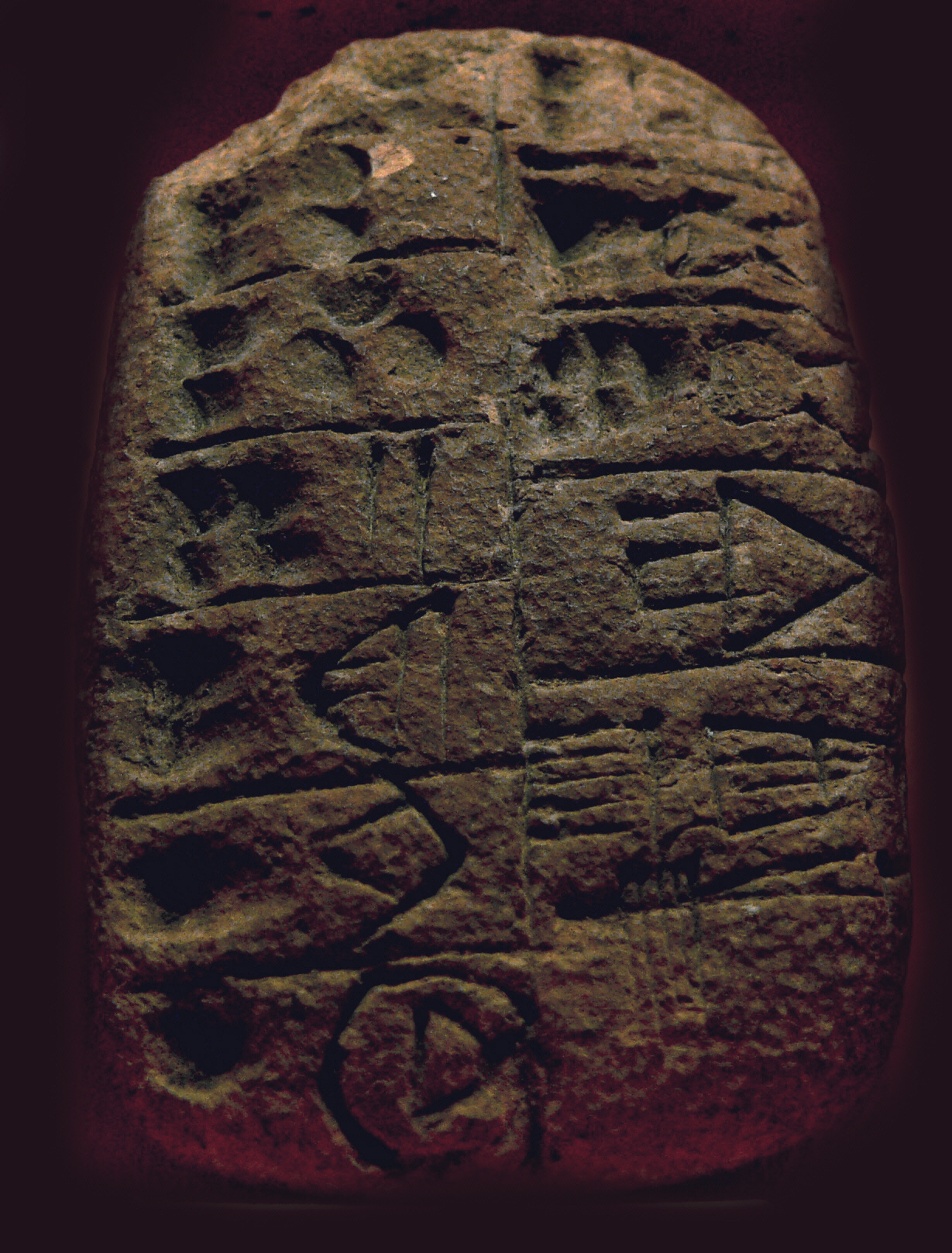
Tauleta de comptabilitat d'Uruk,(tercera dinastia d'Uruk c. 3200-3000 aC), amb signes pictogràfics i numèrics disposats en caixes, Museu Pergamon.

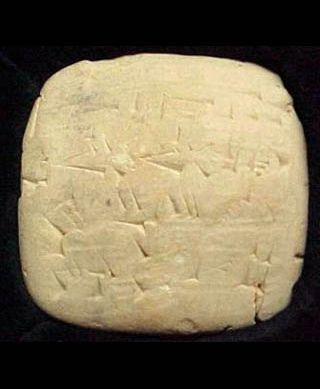
Tauleta d'argila blanca, administrativa, de la tercera dinastia d'Ur (v. 2050 aC.), amb els signes posats en línia.

Els escribes sumeris van utilitzar l'escriptura coneguda com a cuneïforme perquè feia servir línies en forma de falca. Es feien a una tauleta d'argila, amb càlams de cap triangular. Van passar alguns segles fins a tindre la forma de falca, perquè al començament s'escrivien línies senzilles.
L'escriptura és composta, cada signe pot tindre uns quants significats. Molts signes tenen valor logogràfic o ideogràfic, per tant, volen dir, per exemple: un home, un animal, una part del cos, una planta, una casa, un estel. O idees (la paraula, la vida). Uns altres signes són  
fonogrames, tenen una funció purament fonètica, i són una síl·laba. Alguns signes tenen un valor numèric.

### Orígens de l'escriptura
Tot i els estudis fets, no s'ha aclarit l'origen de l'escriptura. Els textos més antics es van trobar a Uruk, i són del 3300-3100 aC. Són majoritàriament de caràcter administratiu, de signes numèrics i pictogrames, tot indicant així les coses que es comptaran. L'aparició de l'escriptura va unida a la de l'estat, i a la necessitat de registrar esdeveniments. Els caràcters cuneïformes no semblen derivar dels primers signes escrits, que eren dibuixos senzills dels productes. No tots els primers signes eren pictogrames, perquè alguns ja eren fonemes.
No hi ha acord sobre si els sumeris van ser els inventors de l'escriptura. Se suposa que els primers textos no són signes fonètics, sinó logogràfics i, per tant, no podem saber-ne l'idioma. Els primers fonemes apareixen al començament del III mil·lenni aC, i són clarament de la llengua sumèria. Per tant, els sumeris van inventar l'escriptura. Podria ser que un altre poble, desaparegut abans del 4000 aC, hagués començat a escriure, però sembla clara la voluntat de transcriure la llengua sumèria. Ho demostra la distinció de paraules homofòniques, i els molts signes monosil·làbics.
Unes altres llengües molt diferents del sumeri van fer servir l'escriptura cuneïforme: l'accadi, l'elamita, l'eblaïta, i molts més. Van crear signes propis, però sempre van mantenir els signes sumeris.

## Literatura sumèria
Els primers textos literaris són del voltant del 2600 aC, de les tauletes de Shuruppak i Abu Salabikh. Els textos van continuar fins als primers segles del II mil·lenni aC. Els primers van ser descoberts entre els textos escolars del turó de les tauletes de Nippur i a les residències dels sacerdots d'Ur. Hi ha escrites llistes d'obres, on n'hi ha moltes més que les que han sobreviscut.
Per tant, no podem saber com era la literatura en aquell temps. Ha calgut reconstruir i traduir els textos descoberts, però el seu estat, sovint fragmentat, impedeix llegir-los sencers. Ha calgut donar-los un títol, perquè no en tenien. Feien servir la primera frase (l'íncipit) com a títol. I després tractar de classificar-los en gèneres, que es prenen dels textos bíblics (saviesa, lamentacions), o de la literatura de l'antiguitat clàssica (èpiques, mites, himnes). Així s'ha pogut redescobrir les parts principals de la civilització sumèria, i saber-ne la ideologia política, les creences religioses, o la moral.

### Llistes lèxiques
El primer text no administratiu és el de les llistes lèxiques. Són llistes llargues que classifiquen per tema els signes i les paraules, sovint amb intenció pedagògica: llistes de signes per aprendre a escriure, llistes temàtiques de paraules, per exemple, una llista d'oficis, o una altra dels objectes de la vida quotidiana, d'animals, de plantes, etc. Aquestes classificacions ens diuen com entenien el món els sumeris.

### Inscripcions reials

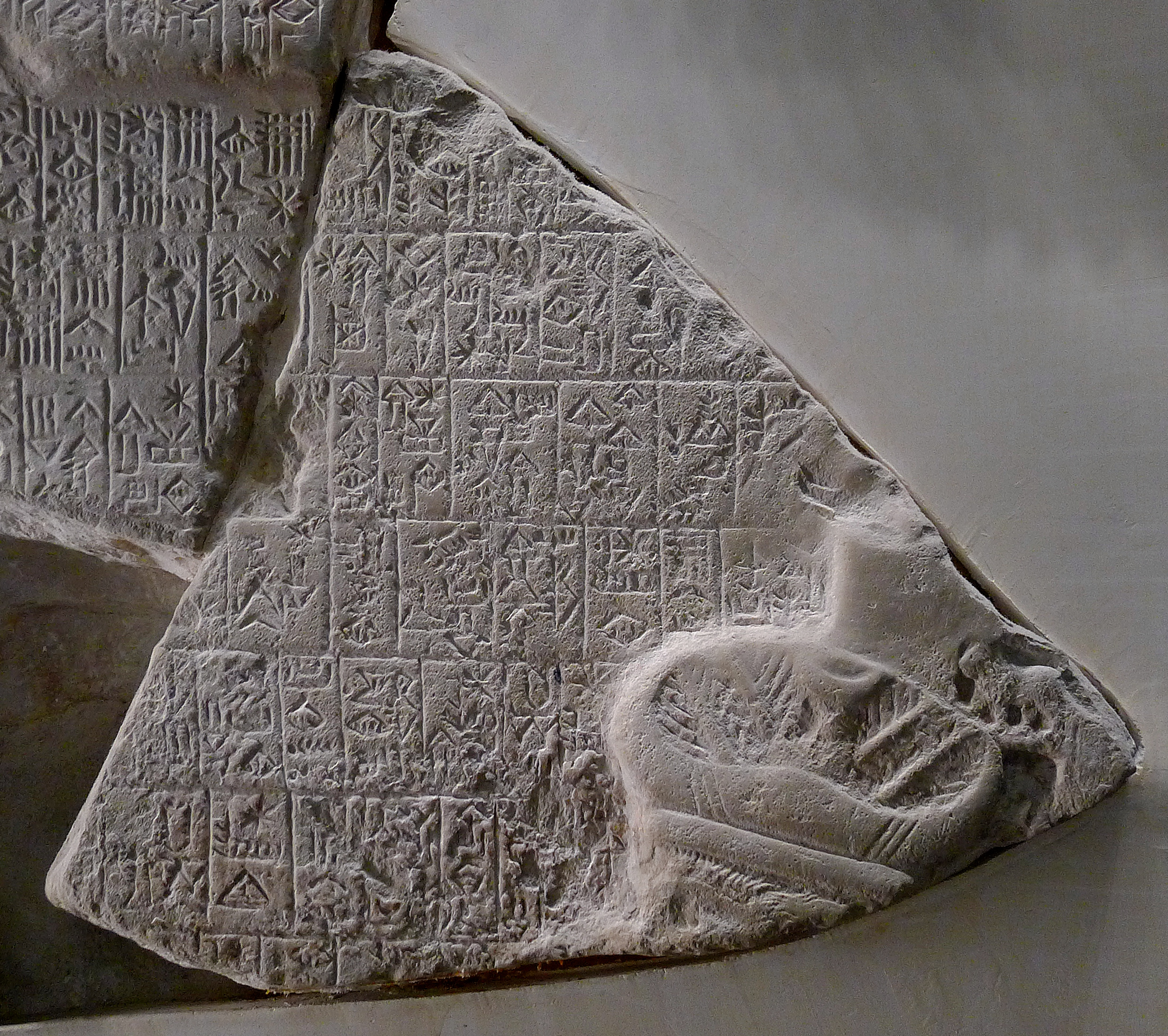
Fragment de la inscripció commemorativa de l'estela dels voltors, Girsu, museu del Louvre.

S'han trobat moltes inscripcions commemoratives escrites per ordre dels aristòcrates, adreçades als déus. Sovint eren dedicacions senzilles inscrites a objectes petits, que deien el nom de l'autor, l'ofici, sovint el nom d'un o dos avantpassats, el déu invocat, i l'acte commemorat (ofrena, construcció d'un temple, victòria militar). Amb el pas del temps, aquests textos es van allargar. Per exemple, els dos cilindres de Gudea, que diuen com el déu Ningirsu va aparèixer en un somni a Gudea per ordenar-li que fes un gran temple. Després descriu la construcció del temple i les festes per a les divinitats. Com a exemple dels actes militars, l'Estela dels voltors d'Eannatum I, i el con d'Entemena, que parla dels conflictes entre Lagaix i Umma. També el paper del rei com el garant de la justícia: els textos de les «reformes» d'Urukagina, on el rei deia que restaurava la justícia i l'ordre. Els dos «codis de lleis» sumeris: el Codi d'Ur-Nammu i el Codi de Lipit-Ixtar d'Isin volien transmetre a la posteritat els èxits dels reis més poderosos.

### Historiografia
Hi ha textos que reinterpreten els fets del passat segons l'òptica de l'època. Aquest és el cas de la Llista de reis sumeris. La primera versió data d'almenys de la tercera dinastia d'Ur, i la versió definitiva és del període d'Isin i Larsa. Presenta la història de la reialesa a Mesopotàmia d'ençà que els déus la van crear, que va passar successivament a les dinasties triades pels déus, fins que els favors divins van passar a un rival, per raons que no s'expliquen. Aquest text deixa de banda que durant una gran part de la seva història el país de Sumer estava dividit políticament, a l'ombra dels regnes importants com el de Lagaix. El pas del poder d'una dinastia a una altra s'esmenta a textos com ara la Maledicció d'Accad, que explica la caiguda de l'Imperi accadi. Probablement diu la versió oficial dels reis d'Ur III, quan han assolit el poder i volen legitimar-lo. El rei Naram-Sin d'Accàdia havia perdut el favor del déu Enlil, indignat per la destrucció del seu temple. Enlil es va venjar mitjançant els gutis, poble bàrbar que saquejava aleshores Mesopotàmia. Aquesta explicació es va repetir per als successors dels reis d'Ur, inclosos els reis d'Isin, per contar-ne la caiguda, que s'esmenta als textos que es diuen Lamentacions. Parlen de com els déus, Enlil el primer, havien deixat d'afavorir Ur, i van permetre que els enemics estrangers devastessin les ciutats sumèries.

### Èpica
Els textos que ara es diuen d'èpica parlen de la primera tongada de reis semillegendaris d'Uruk. Probablement es van escriure, a partir de fonts anteriors, durant la tercera dinastia d'Ur, originària d'Uruk, i presentada com a pertanyent al mateix llinatge que els antics reis gloriosos d'Uruk. El primer grup de textos (Enmerkar i el Senyor d'Aratta), parla de la rivalitat entre els reis d'Uruk Enmerkar i Lugalbanda i la ciutat d'Aratta, que era a les muntanyes iranianes. Una d'aquestes narracions dona una versió sumèria de la invenció de l'escriptura. L'altre rei d'Uruk enaltit és Guilgameix. La tradició diu que també és un déu de l'inframon. Els textos parlen de la rivalitat amb els reis de Kix, o de batalles èpiques per vèncer el monstre Huwawa, amb l'ajut del seu company Enkidu. Històries que més tard van ser copiades pels accadis per escriure l'Epopeia de Guilgameix.

### Himnes i oracions

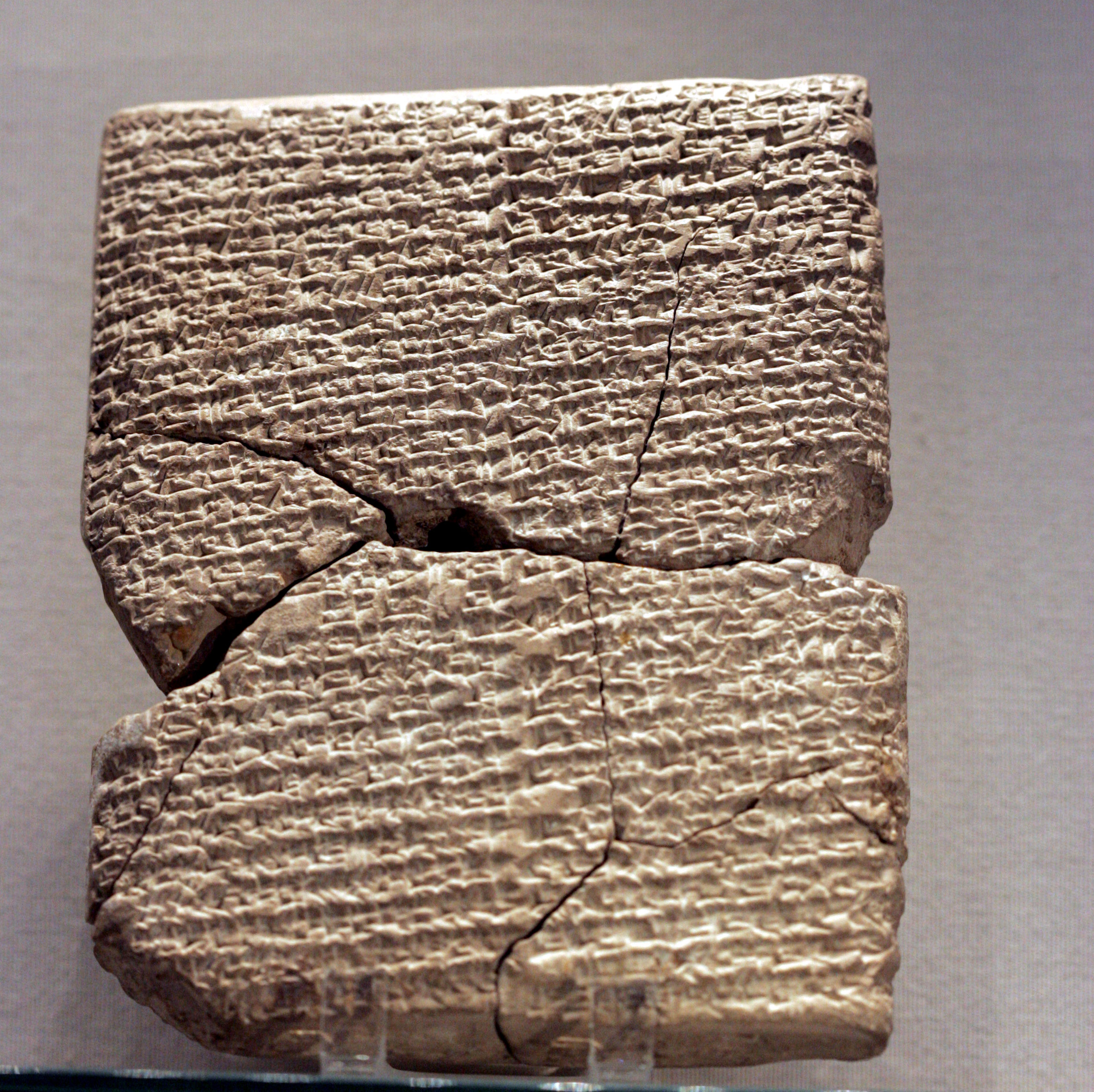
Tauleta d'un himne dedicat al rei Ur-Nammu, c. 2100 aC., museu del Louvre.

Uns textos per exalçar els reis i els déus són els "himnes", poemes per ser cantats amb música. Els primers himnes no estaven adreçats als déus, sinó als seus temples, per alabar-ne la majestuositat. Els himnes divins són nombrosos i variats, exalçant els déus. Els reis també tenien himnes dedicats, sobretot quan volien assolir la divinitat. Molts himnes cantaven el carisma, la bellesa, i els èxits dels reis d'Ur III. Els destinats a Shu-Sin tenen la peculiaritat de parlar de l'erotisme matrimoni sagrat. Les pregàries dels reis, que demanen el favor dels déus, són semblants als himnes. Alguns dels himnes i de les lamentacions estan escrits en una variant del sumeri que es diu eme-sal. És un llenguatge refinat, que va aparèixer al començament del II mil·lenni, i es va fer servir fins al final del I mil·lenni. És la literatura més recent.

### Mites
Els textos mitològics parlen dels déus i de l'ordre del món, segons els sacerdots sumeris. Parlen de l'origen del món i de l'home, i de les tècniques que els déus van ensenyar als homes. Al primer lloc hi ha el déu savi Enki. Alguns textos parlen de les relacions entre els déus, com ara la història de l'amor entre la deessa Inanna i el déu Dumuzi. Un altre text relata la lluita del déu guerrer Ninurta contra el dimoni Asag. El famós mite del Diluvi universal, està escrit per primera vegada a la narració en accadi Atrahasis. Per als sumeris, Ziusudra, i per als babilonis, Uta-Napixtim.

## Música

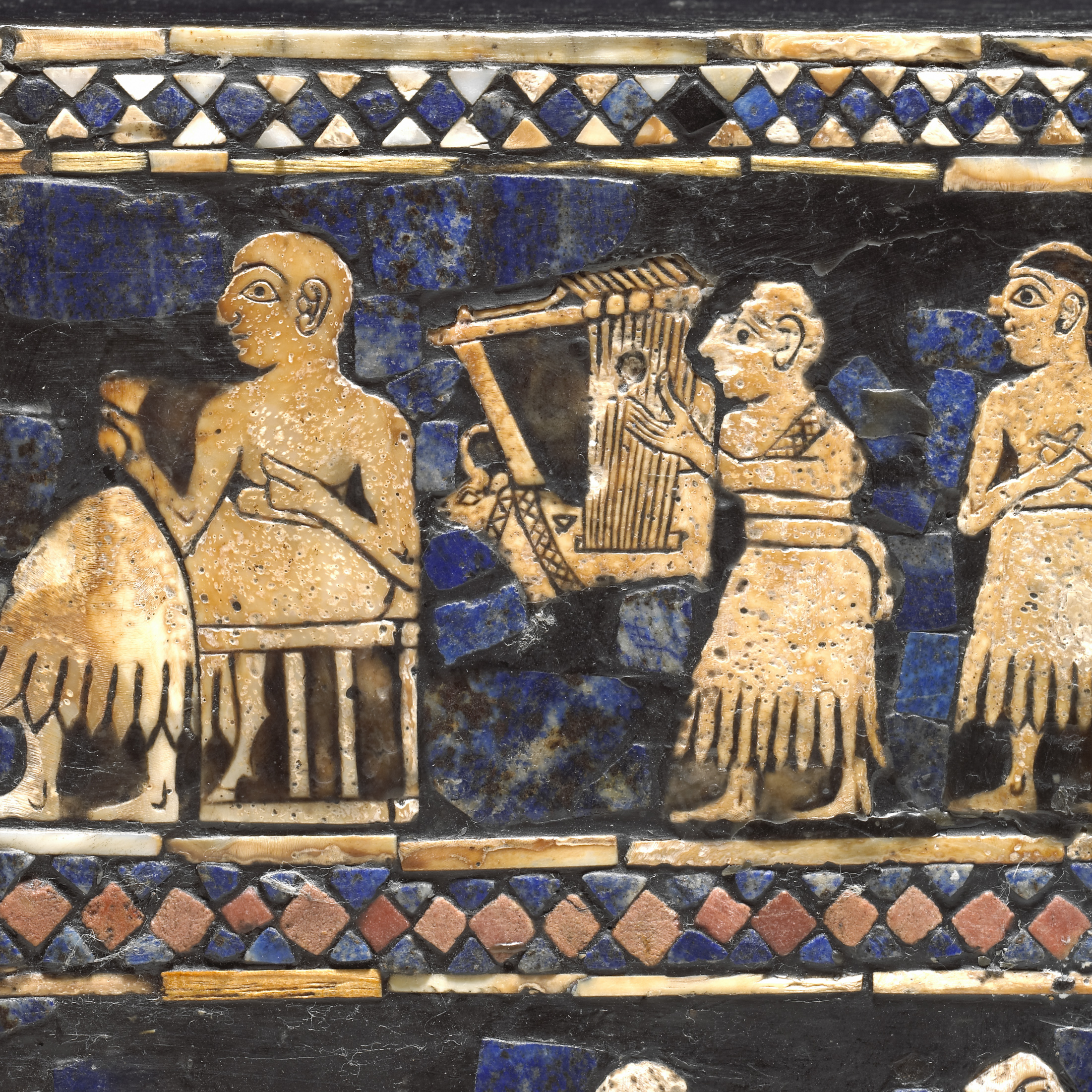
Músic sumeri tocant una lira decorada amb un cap de bou banyut. Detall de l'estendard d'Ur.

És difícil conèixer el cant i la música sumeris, malgrat que eren importants. Durant la tercera dinastia d'Ur, hi havia un cap dels músics (nar-gal) del rei, i també a cada ciutat. A la iconografia, els músics acompanyen els banquets. A les cerimònies religioses i als sacrificis hi havia cantants, músics (nar), gemegaires (gala), ballarins, i acròbates. S'hi cantaven himnes (que coneixem gràcies als escrits) i narracions mitològiques (que es deien "cants" (šir)), acompanyats de música i dansa. Hi ha pocs documents de cant i música de fora de l'elit i del clergat, però van ser igual d'importants. Per exemple, coneixem cançons infantils.
Podem veure la importància de la música per a les elits sumèries a l'himne de Shulgi. És un catàleg de les cançons i els instruments de l'època, tot i que és difícil saber amb precisió quins són: arpes, lires, llaüts, i clarinets.
A les tombes reials d'Ur (de la meitat del III mil·lenni) hi havia una dotzena d'instruments ricament decorats amb mareperla, lapislàtzuli, i or. També presents a la iconografia dels segells i cilindres de la mateixa necròpoli. Els instruments de corda són els més ben coneguts: arpes triangulars de cordes obliqües, i lires quadrangulars. Tenien una caixa de ressonància, decorada amb un cap de bou. S'hi van trobar dues flautes d'argent, imatges de llaüts, i panderetes, timbals, i tambors.

## Llegat
A Sumer va néixer la primera societat urbana, amb estils de cases i de monuments que van servir de models. Les aportacions més importants dels sumeris són: l'escriptura, la numeració sexagesimal, l'aritmètica, els sistemes polítics, les lleis, i la justícia. Van inventar tècniques per a l'agricultura, i per a l'artesania (ceràmica, metal·lúrgia, i tèxtil). Els sumeris van ser fonamentals per al desenvolupament de la civilització.